# Saint-Martin (Antilles françaises)
Pour les articles homonymes, voir Saint-Martin.
La collectivité de Saint-Martin est le territoire français occupant la partie nord de l'île de Saint-Martin et les îlots qui en dépendent, dans la mer des Caraïbes, et portant le statut de collectivité d'outre-mer française depuis le 15 juillet 2007,. Avant cette date, ce territoire constitue une commune du département d'outre-mer de la Guadeloupe. La partie sud de l’île, appelée Saint-Martin (Sint Maarten en néerlandais), forme depuis le 10 octobre 2010 un des quatre États du royaume des Pays-Bas.
Son code officiel géographique (code Insee) est le 978 depuis le 1er janvier 2008. Néanmoins, le code 97801 est utilisé par les applications nécessitant une codification à cinq chiffres. Jusqu'en 2007, son code INSEE était le 97127. Son code postal est le 97150, il n’a pas changé depuis la séparation de la Guadeloupe.
Ses habitants sont appelés les Saint-Martinois et la langue officielle est le français. Néanmoins, du fait de l'histoire de l’île, l’anglais est largement maitrisé. De la composante cosmopolite de l'île, de la forte influence nord-américaine et de la nécessité de simplifier les échanges entre les deux parties de l'île, l'anglais est largement parlé et compris dans la partie française.
L'euro est la monnaie officielle en partie française de l'île. Le florin des Antilles néerlandaises est la monnaie officielle en partie néerlandaise. Le dollar américain est accepté des deux côtés de l’île et fréquemment utilisé.
Saint-Martin (partie française) est une région ultrapériphérique de l'Union européenne, et donc fait partie intégrante de l'UE, de l'espace Schengen, du territoire douanier européen, et de la zone euro, ce qui n'est pas le cas de sa voisine néerlandaise Saint-Martin en tant qu'État autonome des Pays-Bas.

## Toponymie
Christophe Colomb aurait ainsi nommé l'île lors de son retour d'Hispaniola au cours de son deuxième voyage, en passant au large avec sa flotte de 17 navires entre le 11, jour de la fête de saint Martin de Tours, et le 18 novembre 1493. Cependant la tradition locale désigne l'île par deux autres noms "Soualiga" (Terre de sel ou terre riche en sel ) et "Oualichi" (l'île aux femmes). Ces noms proviendraient de la langue des Arawaks, un peuple amérindien qui habitait les Caraïbes avant l'arrivée des Européens.
Le terme Soualiga reflète l'importance des salines de l'île pour les Arawaks et les premiers colons européens tandis que le nom Oualichi honore le rôle important des femmes dans la société arawak. L'origine des termes n'est pas réellement établie car non identifiés dans les dictionnaires anciens ou actuels de langue Arawak ou de langue Caraibe/Kalinagos.

## Géographie

### Localisation

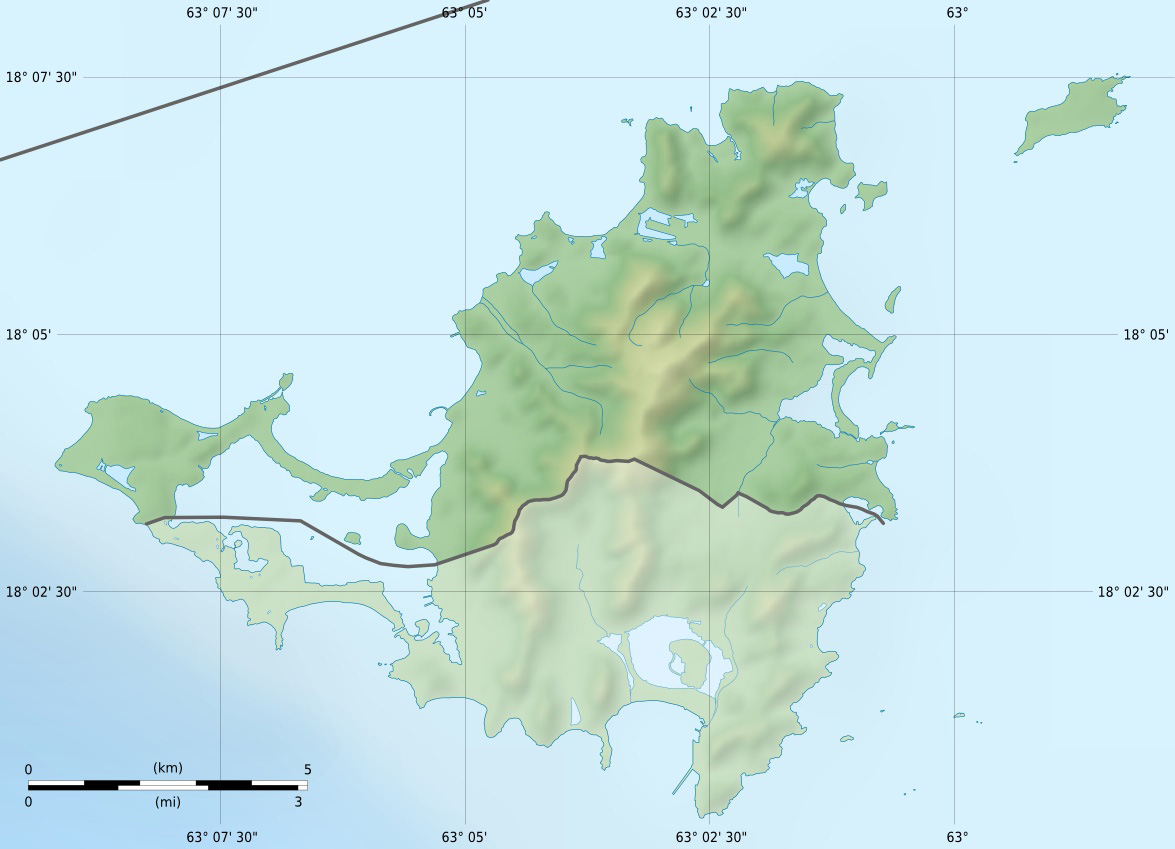
Partie française de Saint-Martin.

L'île de Saint-Martin est située dans l'hémisphère nord entre le tropique du Cancer et l'équateur. Elle est positionnée à environ 18°4' de latitude Nord et 63°3' de longitude Ouest. Saint-Martin fait partie de l'archipel des Petites Antilles, elle est située à environ 260 kilomètres au nord-ouest de la Guadeloupe et à environ 300 kilomètres à l'est-sud-est de Porto Rico.
Elle est divisée politiquement en deux entités distinctes, la partie française au nord et Sint Maarten partie hollandaise au sud. L'île est la plus petite île habitée au monde séparée entre deux nations souveraines.
La partie française de Saint-Martin couvre 53 km2 sur les 93 km2 de l'île. De plus, Saint-Martin partage des frontières maritimes avec Anguilla au nord, Saint-Barthélemy au sud-est et Saba au sud-ouest. Les principaux canaux qui séparent Saint-Martin des îles voisines incluent le canal d'Anguilla et le canal de Saint-Barthélemy.

### Géologie et relief

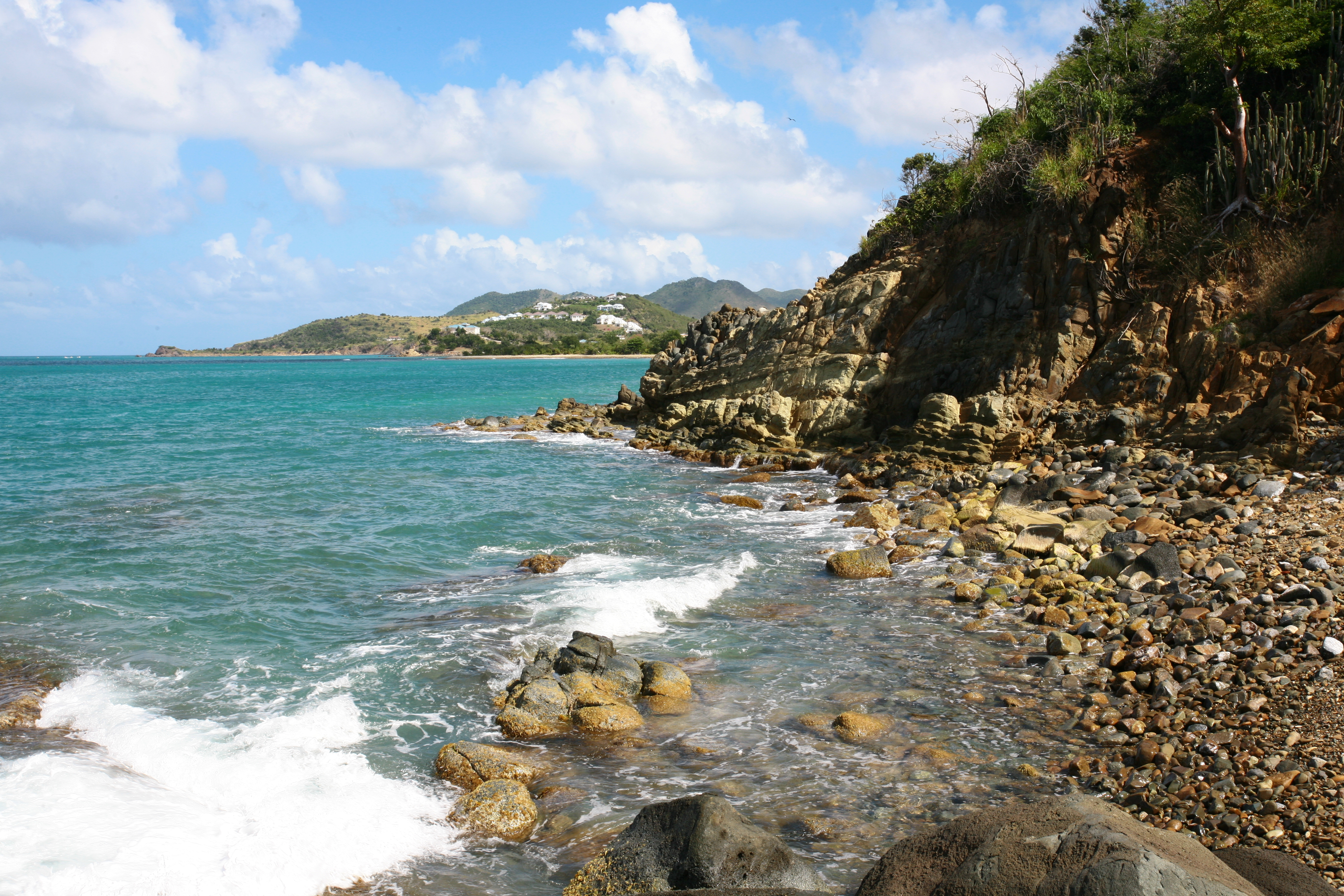
Côte de Saint-Martin secteur Galisbay face à Anguila.

Deux ensembles géographiques distincts se démarquent à Saint-Martin d'est en ouest.
À l'Est de la partie française, une chaîne de mornes (collines) orientée approximativement nord-est à sud-ouest (NE-SO), avec le Pic Paradis comme point culminant à 424 mètres. Cette chaîne de collines s'étend de Marigot vers Cul-de-Sac, formant une colonne vertébrale centrale à travers l'île. Elle inclut de nombreux points culminants dont le mont Careta (401 m), Flagstaff (390 m), la montagne France (386 m), le mont O'Reilly (368 m), le mont des Accords (322 m) ou encore First-Stick Hill (218 m).

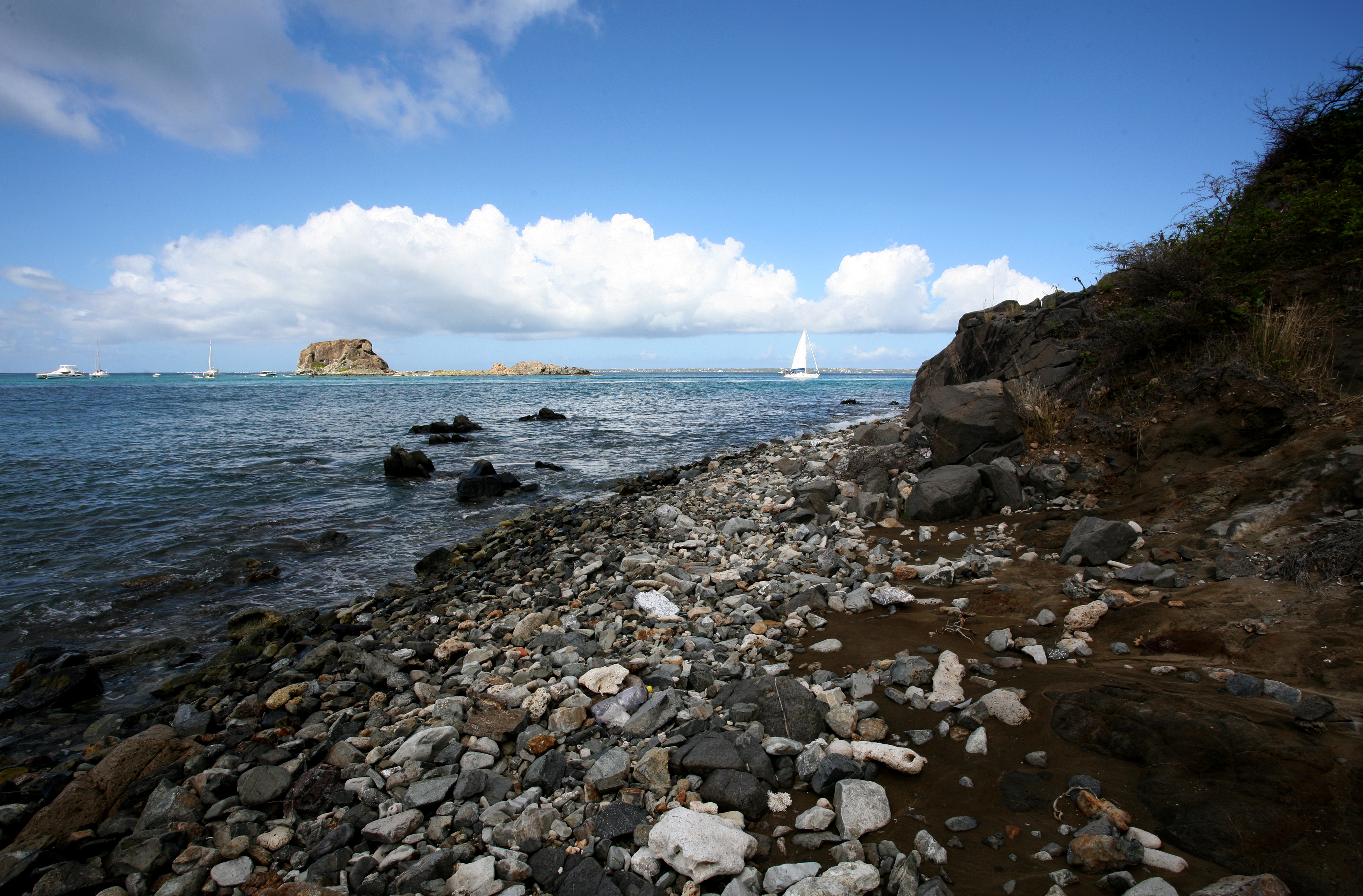
Rocher Créole.

Dans la pointe septentrionale de cette chaine de mornes, le massif de Red Rock, avec les collines Pigeon-Pea Hill, First-Stick Hill, Bell Hill et les fonds de baies de l'Anse Marcel et Cul-de-Sac, est rattaché entre Grand-Case et Chevrise par le talweg de Norman.
Ces mornes séparent les vallées de Colombier (la plus profonde), Caréta, Grand-Fond, Moho, Petit-Fond, Jones-Gut, Lotterie, etc. et les plaines de Bellevue, La Savane, Concordia, Quartier d'Orléans (la plus étendue).
À l'Ouest de la partie française, la presqu'île des Terres Basses, composée d'un plateau et des trois Mornes Rouges, est rattachée par le cordon littoral sableux de Sandy-Ground où se trouve le pont levant qui permet (côté français) le passage des bateaux entre la mer et le grand étang de Simsonbaai.
En plus de l'île Tintamarre et l'îlet Pinel, citons les îlets : Cayes vertes, Petite Clef, Créol Rock, rocher de l'anse Marcel, rochers de la pointe Lucas… et les deux petites presqu'îles : la pointe du Bluff, le morne Nettlé.
La pointe du Canonnier est le point le plus à l'ouest du territoire de l'Union européenne.

### Hydrographie
Le réseau hydrographique de Saint-Martin est restreint en raison d’un climat sec malgré les influences tropicales. Il n'y a pas de rivière permanente sur l'île, seulement des ravines généralement sèches qui canalisent les eaux lors des épisodes pluvieux. Néanmoins, on peut trouver de l'eau douce ou légèrement saumâtre:
- dans les nappes phréatiques via des puits et des forages ;
- cinq sources à très faible débit (telle la source Moho) ;
- des «slopes»[10] (mares) disséminés dans les vallées et sur les pentes ;
- un petit lac d'eau douce régulé par un barrage-poids a été créé en 1975 au lieu-dit «Hope», au pied de la ravine Caréta.

Les eaux qui dévalent les pentes des mornes et des sommets qui délimitent le bassin versant de Saint-Martin, rejoignent les ravines et débouchent dans différents étangs d'eau salée. La plupart d’entre eux ont des communications avec la mer, généralement occasionnelles et entretenues ponctuellement par l’Homme. L’écoulement vers la mer a donc lieu uniquement en cas de forts épisodes pluvieux, lorsque le niveau des étangs entraine un débordement, facilitant ainsi l'évacuation de l'eau accumulée.
La partie française est parsemée d'une dizaine de ces étangs : l’Étang rouge, le Grand Étang, l’Étang Guichard, l’Étang de la Savane, l’Étang de Grand Case, L’Étang Chevrise, l’Étang de la Barière, l’Étang de l'Anse Marcel, l’Étang aux Poissons et le Grand Étang de Simsonbaai ou lagon de Simpson Bay.
Ce dernier est l'un des plus grands lagons d'eau salée des Caraïbes et une des plus grandes baies intérieures de la région. Il s'étend depuis la baie de Simpson jusqu'aux Terres Basses et Marigot, couvrant à la fois les parties française et néerlandaise de l'île. Il sert de port naturel offrant un havre sécurisé pour les activités nautiques et la plaisance.
Les anciennes salines sont les étangs Guichard, de Grand-Case, Chevrise, de la Barière et les Salines d'orient. Elles ont été créées en détruisant les palétuviers qui les bordaient. Aujourd'hui, il ne reste quasiment plus d'autres mangroves que celle de Coconut grove renaissant lentement des dégâts de l'ouragan Luis (1995).

### Climat
Saint-Martin bénéficie d'un climat tropical caractérisé par des températures chaudes et un taux d'ensoleillement élevé tout au long de l'année. Le climat est divisé en deux saisons principales : la saison sèche (carême) et la saison humide (hivernage). Carême et hivernage sont séparés par deux intersaisons plus ou moins marquées.
| Mois                              | jan. | fév. | mars | avril | mai  | juin | jui. | août | sep. | oct. | nov. | déc. | année |
| --------------------------------- | ---- | ---- | ---- | ----- | ---- | ---- | ---- | ---- | ---- | ---- | ---- | ---- | ----- |
| Température minimale moyenne (°C) | 23,3 | 23,2 | 23,5 | 24,2  | 25,3 | 26,2 | 26,3 | 26,5 | 26,4 | 25,9 | 25,1 | 24,1 | 25    |
| Température moyenne (°C)          | 26   | 26   | 26,2 | 26,9  | 27,8 | 28,8 | 28,9 | 29,2 | 29   | 28,6 | 27,7 | 26,7 | 27,6  |
| Température maximale moyenne (°C) | 28,6 | 28,7 | 29   | 29,6  | 30,4 | 31,3 | 31,5 | 31,8 | 31,7 | 31,2 | 30,3 | 29,3 | 30,3  |
| Précipitations (mm)               | 68   | 49   | 47   | 60    | 98   | 55   | 97   | 106  | 116  | 157  | 162  | 101  | 1 116 |

La saison sèche s'étend de janvier à avril et est marquée par des conditions météorologiques avec peu de précipitations. Les températures évoluent entre 21 et 24°C pour les minimales et entre 28 et 31°C pour les maximales. Les mois de février et mars sont les plus secs.
La saison humide s'étend de juin à novembre, avec des températures légèrement plus élevées et une humidité accrue. Les températures évoluent entre 25 et 27°C pour les minimales et entre 31 et 33°C pour les maximales. Cette période est également la saison des cyclones, avec un risque accru de tempêtes tropicales entre août et octobre. Les mois d'octobre et novembre sont les plus pluvieux, avec des précipitations pouvant atteindre 160 mm par mois,.
Saint-Martin reçoit environ 1 116 mm de pluie par an. Les averses sont généralement courtes et intenses. L'île bénéficie en moyenne de 8,3 heures de soleil par jour et la température de l'eau autour de Saint-Martin varie de 26°C en hiver à 29°C en été.
Les alizés, soufflant principalement du nord-est, apportent une brise rafraîchissante, surtout sur les côtes est de l'île, comme à Baie Orientale et Oyster Pond. Les zones protégées par les mornes, comme Anse Marcel, offrent des eaux calmes et une végétation luxuriante.

### Paysage
Les côtes de Saint Martin sont bien découpées en une succession de baies et d’anses dont le fond est très souvent constitué de cordons sableux isolant des lagunes de taille très variable et typiques de l’île. Les plages principales du littoral sont :
- du côté de la mer des Caraïbes: Baie longue, Baie aux prunes, Baie Rouge, Anse des Sables, Baie Nettlé, Anse des pères, Friar's bay, Happy bay, Grand-Case, Anse Marcel ;
- du côté de l'océan Atlantique: Baie Orientale, Baie de l'embouchure.

La réserve naturelle de Saint-Martin (2 796 hectares marins et 164 hectares terrestres), inclut cette mangrove, la crique de Oyster Pond et salines d'orient, la côte de Pointe des froussards à Cul-de-Sac, les îles Tintamarre et Pinel et des îlets (Caye Verte, Petite Clef…).

## Urbanisme

### Lieux-dits et hameaux
Marigot, chef-lieu de la collectivité territoriale, est la principale agglomération, les autres sont Grand-Case, et Quartier d'Orléans. Le reste de l'habitat, très dispersé, s'étend un peu partout sur les zones basses proches du littoral et dans les hauteurs.
La collectivité de Saint-Martin a découpé son territoire en quartiers selon la définition que donne le Code général des collectivités territoriales (articles L2313-1 à L2313-4) dans le but de faciliter la participation des habitants à la vie locale et d'améliorer la gestion des services publics de proximité.
| Quartiers  | Lieux-dits ou hameaux                             |
| ---------- | ------------------------------------------------- |
| Quartier 1 | Quartier d'Orléans - Oyster Pond - Baie Orientale |
| Quartier 2 | Grand Case - La Savane - Cul de Sac - Anse Marcel |
| Quartier 3 | Colombier - Rambaud - Saint-Louis - Friar’s Bay   |
| Quartier 4 | Concordia - Agrément - Galisbay - Hameau du Pont  |
| Quartier 5 | Marigot - Saint-James - Bellevue                  |
| Quartier 6 | Sandy-Ground - Baie Nettlé - Terres Basses        |

### Voies de communication et transports
Le réseau routier de Saint-Martin est constitué d’une ceinture principale, la route nationale 7 ou RN 7, qui entoure l’île et de plus petites routes qui permettent de relier les quartiers et les plages,. La RN 7 débute et se termine à la frontière connectant Marigot à Quartier d'Orléans en passant par Rambaud, La Savane, Grand-Case Mont-Vernon et la Baie Orientale.
La frontière entre la partie française de Saint-Martin et la partie néerlandaise, Sint Maarten, est unique car elle divise une île relativement petite en deux entités distinctes depuis le traité de Concordia de 1648. Cette frontière terrestre s'étend sur environ 10 kilomètres et serpente à travers des collines, des vallées et des plages. Il n'y a pas de frontière physique marquée par des postes de contrôle ou des barrières ce qui permet une libre circulation des personnes et des biens entre les deux parties de l'île. Cette libre circulation est en grande partie possible grâce au traité, qui formalise cette division pacifique, la libre circulation des biens et personnes et encourage la coopération mutuelle.

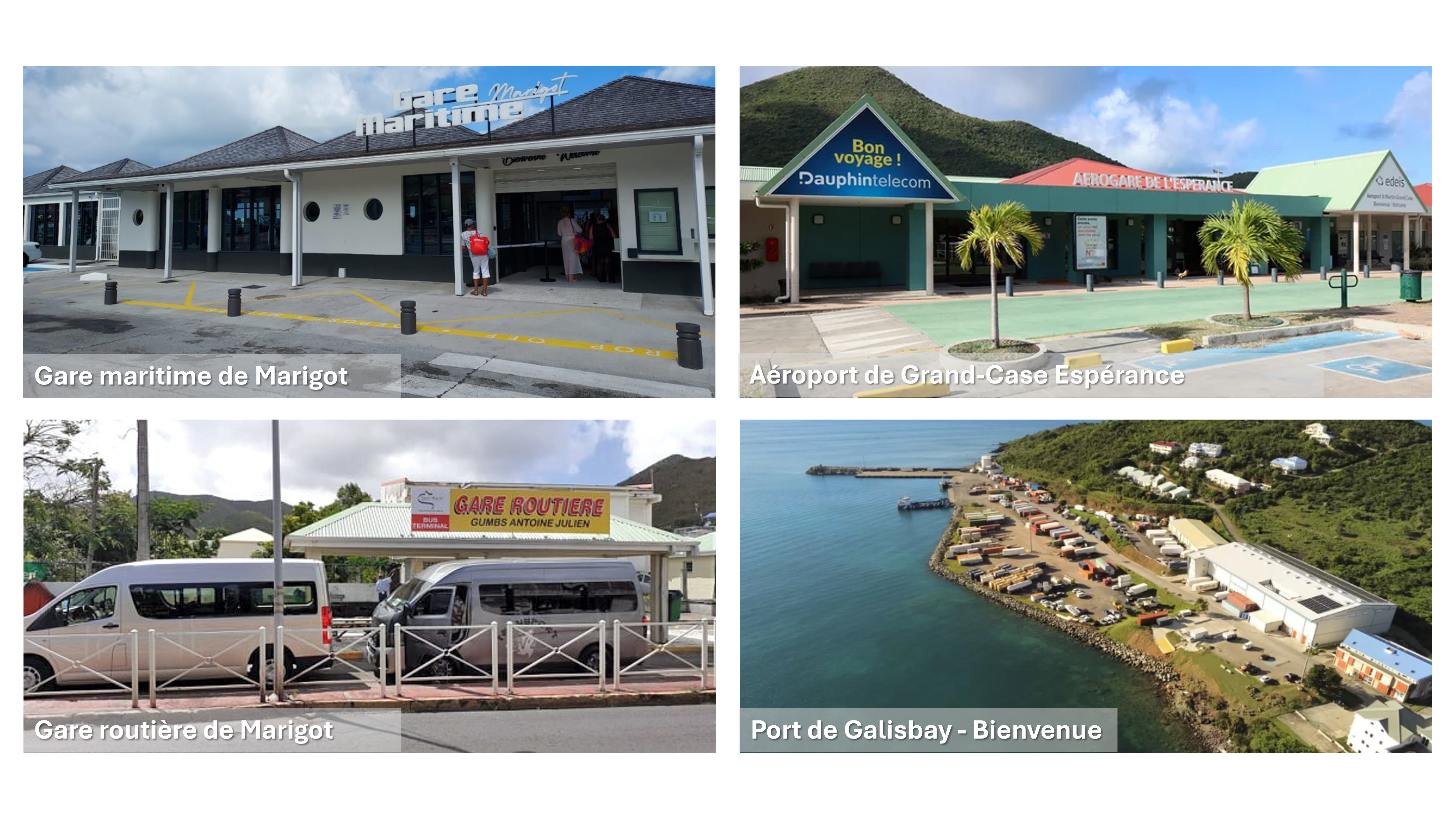
Infrastructures de transport.

La collectivité territoriale de Saint-Martin s'efforce de structurer et de réguler le secteur des transports en commun pour améliorer leur efficacité et accessibilité.
Les moyens de transport en commun incluent des minibus privés qui desservent les principales routes de l'île. Ces minibus, bien que gérés par des opérateurs privés, suivent des itinéraires définis et des horaires fixes pour offrir un service fiable et organisé. Des efforts sont également déployés pour instaurer des arrêts clairement identifiés et des informations accessibles sur les lignes desservies et les horaires.
Saint-Martin dispose de deux ports. Le port de Galisbay-Bienvenue qui est destiné au trafic de marchandises tandis que la gare maritime de Marigot se consacre au trafic de passagers.
Le port de commerce de Galisbay-Bienvenue traite environ 30% du trafic de marchandises de l’ensemble de l’île. Depuis 2001, ce port reste l’unique point d’entrée des produits pétroliers pour la partie française. Par sa proximité avec la partie hollandaise de l'île, le port de Galisbay-Bienvenue fait face à des défis qui affectent son trafic et ses revenus. Le port de Philipsburg surpasse Le Port de Galisbay en raison de tirants d'eau plus profonds et de quais plus longs, entraînant une perte de trafic intérieur significative. Néanmoins, le port de commerce joue un rôle stratégique en période de crise comme cela a été le cas lors de la pandémie de Covid-19 en 2020 ou après le passage d’Irma en 2017 : il a notamment permis l’accostage de bâtiments militaires pour l’acheminement du matériel sanitaire gérant la logistique d'urgence pour toute l'île,.
La gare maritime de Marigot est un hub maritime clé pour Saint-Martin. Il accueille des ferries réguliers qui relient l'île à Anguilla et Saint-Barthélemy. Ces services de ferry sont essentiels pour les déplacements des résidents et des touristes entre les îles, facilitant ainsi le commerce et les échanges culturels. En plus des ferries, elle reçoit également des bateaux de croisière, contribuant à l'économie touristique de l'île.

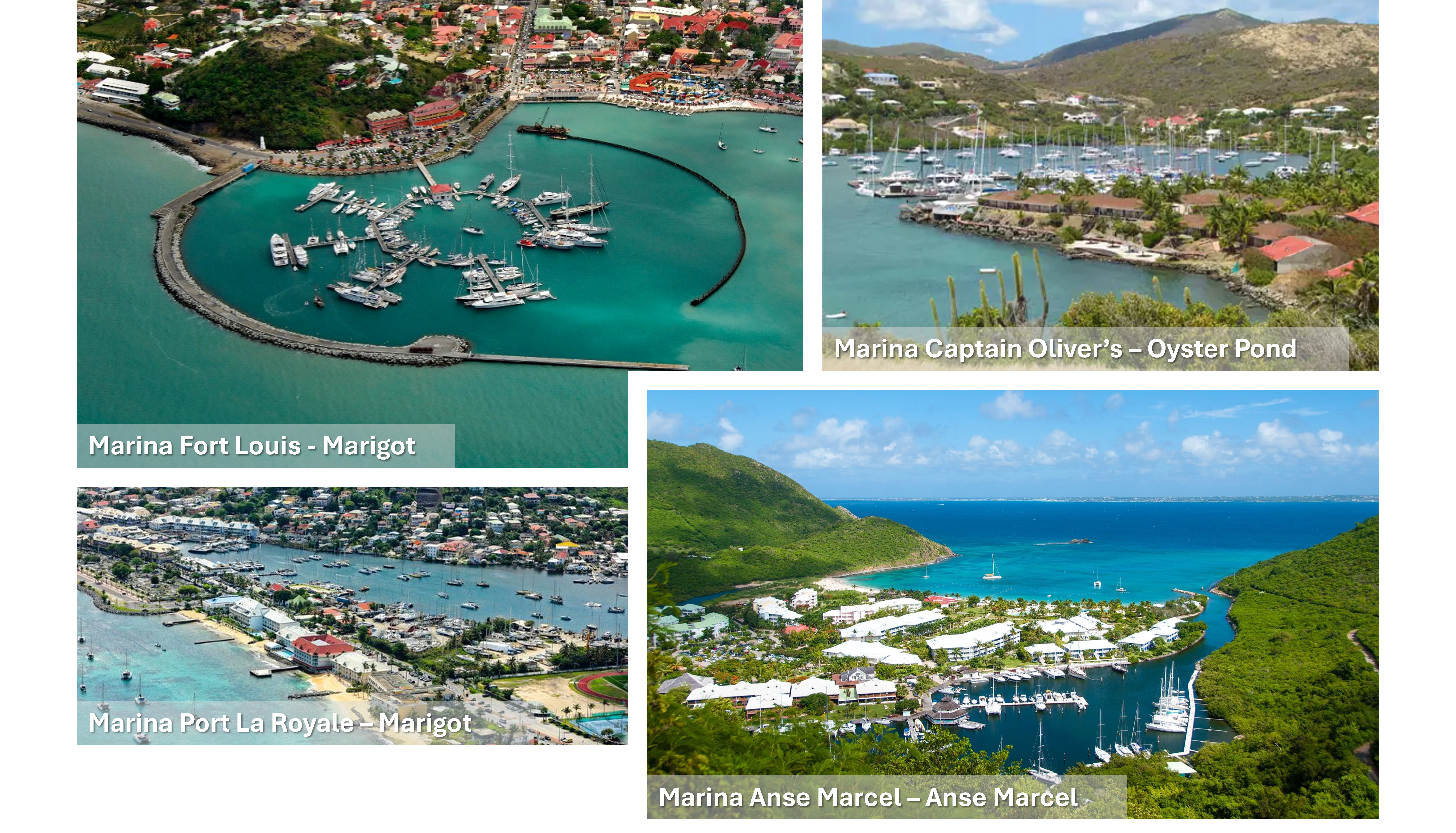
Marinas à Saint-Martin.

L'aéroport de Grand-Case Espérance a été construit sur un remblai de l'étang de Grand-Case. Il a la particularité d'avoir deux codes IATA: CCE et SFG. Il dessert principalement des vols régionaux en provenance de la Guadeloupe, de la Martinique, et d'autres îles voisines.
La partie française de l’île compte également quatre marinas : les marinas Fort Louis et Port La Royale situées respectivement dans la baie de Marigot et le lagon de Simpson Bay et la marina de l’Anse Marcel. À cela s'ajoute une quatrième marina située exactement sur la frontière à Oyster Pond, la marina Captain Oliver's. Jusqu'en 2023, cette marina jouissait de la particularité unique au monde d'avoir les eaux en partie hollandaise alors que les terres étaient en partie françaises. Cependant, depuis la signature d'un accord entre la France et les Pays-Bas en mai 2023, la frontière a été clarifiée, mettant fin à cette situation particulière. La clarification de la frontière à Oyster Pond, a établi que l'intégralité de la marina Captain Oliver's se trouve désormais sous juridiction française.
Les baies de Grand Case, de Cul-de-Sac et Marigot sont les ancrages naturels et traditionnels des bateaux.

### Risques naturels
En urbanisme, on distingue l’aléa du risque. L’aléa, c’est l’événement naturel, et il ne devient un risque qu'en présence d'enjeux humains, économiques et environnementaux. À Saint-Martin, les risques sont élevés compte tenu de la récurrence d'évènements naturels destructeur.

#### Risque Cyclonique
L'île est située dans une zone de convergence intertropicale, où les masses d'air humides en provenance de l'Atlantique se rencontrent avec celles venant du continent africain. Cette zone est donc propice à la formation de cyclones tropicaux et l’aléa cyclonique est l’aléa majeur à Saint-Martin.
La géographie de Saint-Martin joue un rôle clé dans sa vulnérabilité face aux cyclones. Sa localisation au nord de l’arc antillais lui fait subir des intempéries globalement plus violentes que celles des autres îles plus au sud des Antilles. Néanmoins, la taille très réduite de l’île fait qu’elle est moins touchée que la Guadeloupe et à peu près autant que la Martinique.
Cependant, la vulnérabilité de Saint-Martin aux cyclones ne peut se résumer à sa géographie seule. C’est un problème complexe qui est influencé par d’autres facteurs tels que son urbanisation, sa démographie ou encore la politique,.
Au fil des ans, la croissance démographique et l'urbanisation rapide et incontrôlée ont conduit à une construction accrue et à une densification de la population sur l'île sur les côtes basses de l’île. Ces côtes sont particulièrement vulnérables aux cyclones qui peuvent entraîner des submersions marines, c'est-à-dire l'inondation temporaire des terres par la mer, aggravée par les chocs mécaniques des vagues.
« Les côtes basses de Saint-Martin sont dominées par le système cordon/lagune, très exposé aux cyclones de par ses caractéristiques morphologiques et hydrologiques […]. En raison de leur étroitesse (25 à 400 mètres de largeur) et de leur faible altitude (1 à 3 mètres), les cordons sableux de cette île sont facilement submergés par les vagues de tempête dont la hauteur dépasse couramment 4 à 5 mètres sur les côtes. »
Malgré la Loi Littoral de 1986 qui interdit les constructions à moins de 100 mètres du rivage, les constructions (souvent sans permis de construire) situées en zone exposée aux risques d’inondation et submersion ont été par le passé nombreuses notamment à Sandy-Ground, la Baie Nettlé, Marigot, Grand-Case ou Quartier d’Orléans,. Les routes et les bâtiments ont remplacé par endroit les zones naturelles de drainage et tampons telles que les mangroves, ce qui a réduit la capacité de l'île à absorber les impacts des cyclones (inondations, submersions marines et houles cycloniques).
Ces zones fortement exposées à l'aléa cyclonique concentrent une majeure partie de l'activité économique et des habitations de l'île. Par conséquent, la vulnérabilité de ces régions aux risques cycloniques pose des enjeux considérables en termes de protection des populations et de continuité des activités économiques vitales pour Saint-Martin.
Saint-Martin souffre également des effets de sa démographie, car il y a une forte urbanisation dans les zones exposées à l'aléa cyclonique. Cette urbanisation est principalement due au développement du tourisme, qui entraîne la construction de complexes hôteliers en bord de mer et la croissance des entreprises. En conséquence de cet essor touristique, une main-d'œuvre bon marché a été attirée, souvent composée d'immigrants arrivés illégalement à Saint-Martin, ce qui a conduit à l'apparition de logements précaires.
| Principaux phénomènes ayant affecté l'ile directement depuis 1950 | Principaux phénomènes ayant affecté l'ile directement depuis 1950 | Principaux phénomènes ayant affecté l'ile directement depuis 1950 | Principaux phénomènes ayant affecté l'ile directement depuis 1950 | Principaux phénomènes ayant affecté l'ile directement depuis 1950 |
| Nom                                                               | Date de passage                                                   | Catégorie                                                         | Vents                                                             | Pression                                                          |
| ----------------------------------------------------------------- | ----------------------------------------------------------------- | ----------------------------------------------------------------- | ----------------------------------------------------------------- | ----------------------------------------------------------------- |
| Philippe                                                          | 03/10/2023                                                        | Tempête tropicale                                                 | 85 km/h                                                           | 1.001 hPa                                                         |
| Irma                                                              | 06/09/2017                                                        | Cat.5                                                             | 287 km/h                                                          | 0914 hPa                                                          |
| Gonzalo                                                           | 13/10/2014                                                        | Cat.1                                                             | 139 km/h                                                          | 0984 hPa                                                          |
| Maria                                                             | 11/09/2011                                                        | Tempête tropicale                                                 | 083 km/h                                                          | 1005 hPa                                                          |
| Debby                                                             | 22/08/2000                                                        | Cat.1                                                             | 120 km/h                                                          | 0993 hPa                                                          |
| Lenny                                                             | 19/11/1999                                                        | Cat.2                                                             | 157 km/h                                                          | 0975 hPa                                                          |
| Jose                                                              | 21/10/1999                                                        | Cat.1                                                             | 120 km/h                                                          | 0992 hPa                                                          |
| Bertha                                                            | 08/07/1996                                                        | Cat.1                                                             | 130 km/h                                                          | 0983 hPa                                                          |
| Luis                                                              | 0/09/1995                                                         | Cat.4                                                             | 213 km/h                                                          | 0942 hPa                                                          |
| Frédéric                                                          | 03/09/1979                                                        | Tempête tropicale                                                 | 093 km/h                                                          | 1000 hPa                                                          |
| Claudette                                                         | 19/07/1979                                                        | Tempête tropicale                                                 | 065 km/h                                                          | 1010 hPa                                                          |
| Betsy                                                             | 29/08/1965                                                        | Tempête tropicale                                                 | 065 km/h                                                          | N/A                                                               |
| Donna                                                             | 05/09/1960                                                        | Cat.3                                                             | 204 km/h                                                          | 0952 hPa                                                          |
| Alice                                                             | 02/01/1955                                                        | Cat.1                                                             | 120 km/h                                                          | 0991 hPa                                                          |
| Dog                                                               | 01/09/1950                                                        | Cat.3                                                             | 194 km/h                                                          | N/A                                                               |

Le 6 septembre 2017, l’ouragan Irma ravagea Saint-Martin. L'œil d'Irma, d'environ 50 km de diamètre, est passé dans l'après-midi (heure française) en plein sur l'île. Il s'agit du cyclone le plus puissant ayant touché le territoire, surpassant la puissance de Luis en 1995, qui avait marqué la mémoire collective, et Donna en 1960. Les instruments de mesure ayant été détruits ou l'électricité ayant été coupée, il n'a pas été possible de donner des mesures de vent précises. Jusqu'à 244 km/h ont été relevés à Saint-Barthélemy, mais Météo-France parle de valeurs ayant dépassé les 300 km/h au plus près de l'œil. À Saint-Martin, le bilan humain définitif officiel fut de 11 morts.
Plus de 90% des bâtiments ont été endommagés ou détruits. Marigot, et d'autres zones comme Philipsburg et Grand-Case ont subi des destructions massives. Des hôtels ont perdu des étages entiers, des maisons ont été rasées, et des bateaux ont été projetés à l'intérieur des terres, laissant un paysage de désolation.
Pour les deux îles de Saint-Barthélemy et Saint-Martin, les bilans des destructions et endommagements s’élèvent à 3 milliards d’euros dont 1,9 milliard de pertes assurée. L'ouragan est à ce jour[Quand ?] la catastrophe naturelle la plus coûteuse de l’histoire de l’assurance outre-mer. Irma est considéré comme ayant largement surpassé l'ouragan Luis en termes de puissance et de destruction.
En 2024, une grande partie de l'île est reconstruite, mais des stigmates de l'ouragan, épaves de voitures, de bateaux ou bâtiments détruits et laissés à l’abandon, sont encore visibles, notamment dans les zones les plus durement touchées.

### Risque sismique et liquéfaction des sols
Saint-Martin, en raison de sa localisation, est exposée à un aléa sismique élevé du fait du passage de la lithosphère atlantique sous l'arc des Petites Antilles. Saint-Martin est classée dans la zone de sismicité 5, le niveau le plus élevé de l'échelle de zonage sismique en France.
L'analyse des données sismiques historiques et instrumentales montre que Saint-Martin a subi plusieurs séismes de magnitude modérée à forte. Le séisme de 1843 est l'un des plus anciens séismes documentés qui a affecté la région des Petites Antilles. Bien que les dommages spécifiques à Saint-Martin ne soient pas largement détaillés, l'ensemble de la région a subi des secousses importantes.
| Date          | Lieu         | Magnitude | Intensité | Morts             |
| ------------- | ------------ | --------- | --------- | ----------------- |
| 11 janv. 1839 | Martinique   | 7 - 8     | IX        | Entre 300 et 4000 |
| 8 fev.1943    | Guadeloupe   | 8 - 8.3   | IX - X    | 1500              |
| 8 fev.1943    | Saint-Martin | 8 - 8.3   | V         | N/A               |
| 21 nov. 2004  | Les Saintes  | 6.3       | VII       | 1                 |
| 29 nov. 2007  | Martinique   | 7.4       | VI        | 6                 |

Bien que les forts séismes soient peu fréquents, Saint-Martin subit régulièrement des secousses de faible à moyenne intensité de magnitudes variant entre 3.0 et 5.0, qui rappellent la nature sismiquement active de la région.
Entre 2014 et 2019, près de 4 600 séismes ont été enregistrés dans les Antilles françaises, dont une partie à Saint-Martin. Parmi ces séismes, la majorité avait une magnitude inférieure à 3.0, ce qui signifie qu'ils sont généralement peu ressentis et causent rarement des dommages. Cependant, 1 535 séismes avaient une magnitude comprise entre 3.0 et 4.0, et 313 séismes avaient une magnitude comprise entre 4.0 et 5.0.
La fréquence des secousses sismiques, bien que variable, maintient la nécessité d'une vigilance constante et de mesures de prévention rigoureuses. La combinaison de la surveillance continue, de la construction conforme aux normes parasismiques, et des initiatives de sensibilisation est essentielle pour atténuer les impacts des séismes sur l'île.
En 2007, le Plan Séisme Antilles (PSA) a été mis en place pour renforcer la résilience des infrastructures et sensibiliser la population aux risques sismiques. Ce plan comprend des mesures de construction parasismiques conformes aux règles Eurocode 8, des programmes éducatifs, des formations professionnelles, et des initiatives de préparation à la gestion de crise,.
Depuis le 1er mai 2011 avec l'entrée en vigueur du zonage sismique, les constructions doivent respecter les normes Eurocode 8, visant à réduire la vulnérabilité des bâtiments aux secousses sismiques. Les maisons individuelles et petits bâtiments peuvent suivre des règles simplifiées.
À Saint-Martin, la corrélation entre les zones de liquéfaction et les zones à risque sismique est particulièrement importante en raison des caractéristiques géologiques et hydrologiques de l'île.
Les zones côtières de Saint-Martin, notamment Sandy-Ground, Marigot, Grand-Case ou Quartier d'Orléans, sont particulièrement sujettes à la liquéfaction. Ces zones sont souvent composées de sols sableux saturés en eau, ce qui augmente le risque de liquéfaction en cas de séisme. Ce phénomène se produit lorsque les sols saturés en eau perdent leur cohésion et se comportent comme un liquide sous l'effet des secousses sismiques, ce qui peut entraîner des déformations importantes et des effondrements de structures.
Pour déclencher la liquéfaction des sols dans les zones côtières de Saint-Martin, un séisme d'une magnitude modérée à forte est nécessaire. Selon les études de l'Association Française du Génie Parasismique (AFPS) et des publications scientifiques, les séismes de magnitude 5.0 ou plus peuvent provoquer la liquéfaction dans des sols sableux saturés en eau.
Les zones côtières de Saint-Martin identifiées comme étant à risque de liquéfaction sont aussi les plus urbanisées et densément peuplées, ce qui les rend particulièrement vulnérables en cas de séisme. La densité de population et les infrastructures augmentent les conséquences potentielles des séismes. De plus, les effets de site structuraux, tels que la nature des sols et la topographie, peuvent amplifier les secousses sismiques dans ces zones, augmentant ainsi les risques de dommages et d'effondrements des structures.

### Risque volcanique
De manière générale, l'arc des Petites Antilles est le résultat du volcanisme de subduction de la plaque Nord-américaine sous la plaque Caraïbe. La vitesse de convergence est estimée à 2 cm/an ce qui est faible par rapport aux autres zones de subduction. Dans la région sud des Petites Antilles (de Grenade à la Martinique), les dépôts volcaniques anciens et récents se chevauchent, tandis que dans la région nord, ces dépôts forment deux arcs distincts appelés arc externe (ancien) et arc interne (récent).
Saint-Martin fait partie de l'arc volcanique externe des Petites Antilles, actif de l'Éocène à l'Oligocène (56 à 23,03 millions d'années). Cet arc comprend également les îles de la Grenade, des Grenadines, Sainte-Lucie, Martinique, Marie-Galante, Grande-Terre de Guadeloupe, Antigua, Saint-Barthélemy et Anguilla. Depuis la fin de l'Oligocène, les îles de cet arc, y compris Saint-Martin, n'ont pas connu d'activité volcanique.
Les études des dépôts volcaniques qui ont été réalisées sur ces îles ont permis de mettre en évidence trois catégories de risques volcaniques en fonction de la fréquence et de l’intensité des éruptions :
- celles qui ont lieu tous les dix ans et qui n’affectent que les flancs du volcan concerné ;
- les éruptions qui ont une fréquence de cent à mille ans concernant une grande partie de l’île ;
- celles qui sont espacées de plusieurs milliers d’années dont les conséquences peuvent affecter tout l’arc.

Bien que Saint-Martin ne possède pas de volcans actifs sur son propre territoire, elle peut être affectée indirectement par l'activité volcanique de ses îles voisines, telles que les volcans de la Guadeloupe, Montserrat et Saba pour les plus proches.
Seules des retombées limitées de cendres volcaniques sont signalées comme possibles en lien avec les éruptions qui ont une fréquence de cent à plusieurs milliers d'années. La dispersion des cendres volcaniques peut altérer la qualité de l'air, affecter la santé publique et endommager les infrastructures. En dernier lieu, bien que confinées aux îles d'origine, les coulées pyroclastiques peuvent entraîner des tsunamis locaux qui pourraient avoir des répercussions plus larges sur Saint-Martin.
Il est a noter que la probabilité de survenance d'une éruption cataclysmique sur une île voisine ayant des conséquences régionales reste faible mais possible sur une échelle de plusieurs milliers d'années.

## Histoire

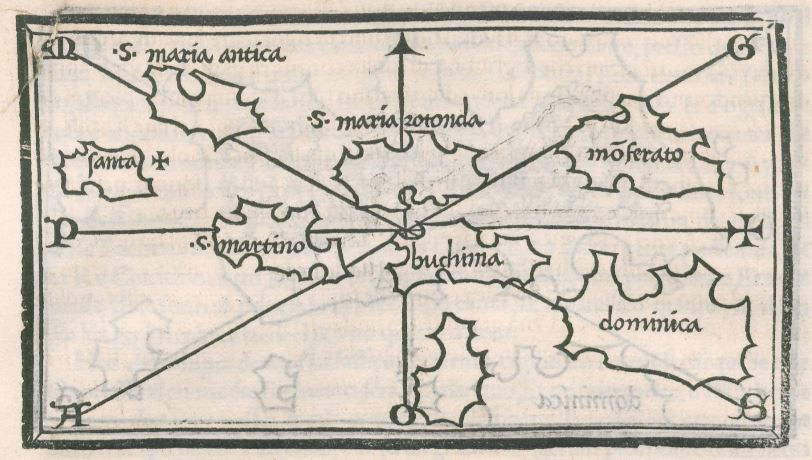
Carte des Petites Antilles, dont Saint-Martin, dans le Isolario de Benedetto Bordone, 1534.

Au fil du temps, l'île de Saint-Martin est passée successivement du statut de colonie hollandaise à celui de possession espagnole, anglaise puis française.
Les recherches archéologiques montrent qu'elle fut visitée ou habitée au cours de la période précolombienne par des peuples Ciboneys, Arawaks et Taïnos.
À partir de 1624, des Français s'installent sur la côte Est de Saint-Martin, au lieu-dit "Orléans".
Au cours des siècles suivants, l'île sera revendiquée par les Espagnols, les Hollandais, et les Britanniques.
Au XXe siècle, la participation de la population de l'île aux deux guerres mondiales changera sa vocation. En 1940, l'anglais devient langue officielle, aux côtés du français et du néerlandais, pour faciliter les échanges avec les militaires alliés. Durant la seconde guerre mondiale, elle intensifie les échanges avec les États-Unis qui devient son unique fournisseur. En 1943, la marine américaine construisit un aéroport sur le site actuel de l’Aéroport international Princesse-Juliana. Il devint une importante base aérienne pour les États-Unis. Les alliés quittent l'île en 1945.
Le 17 mai 1994 est signé le Traité franco-néerlandais sur les contrôles aux frontières de Saint-Martin pour les personnes entrant à Saint-Martin par les aéroports.

## Politique et administration

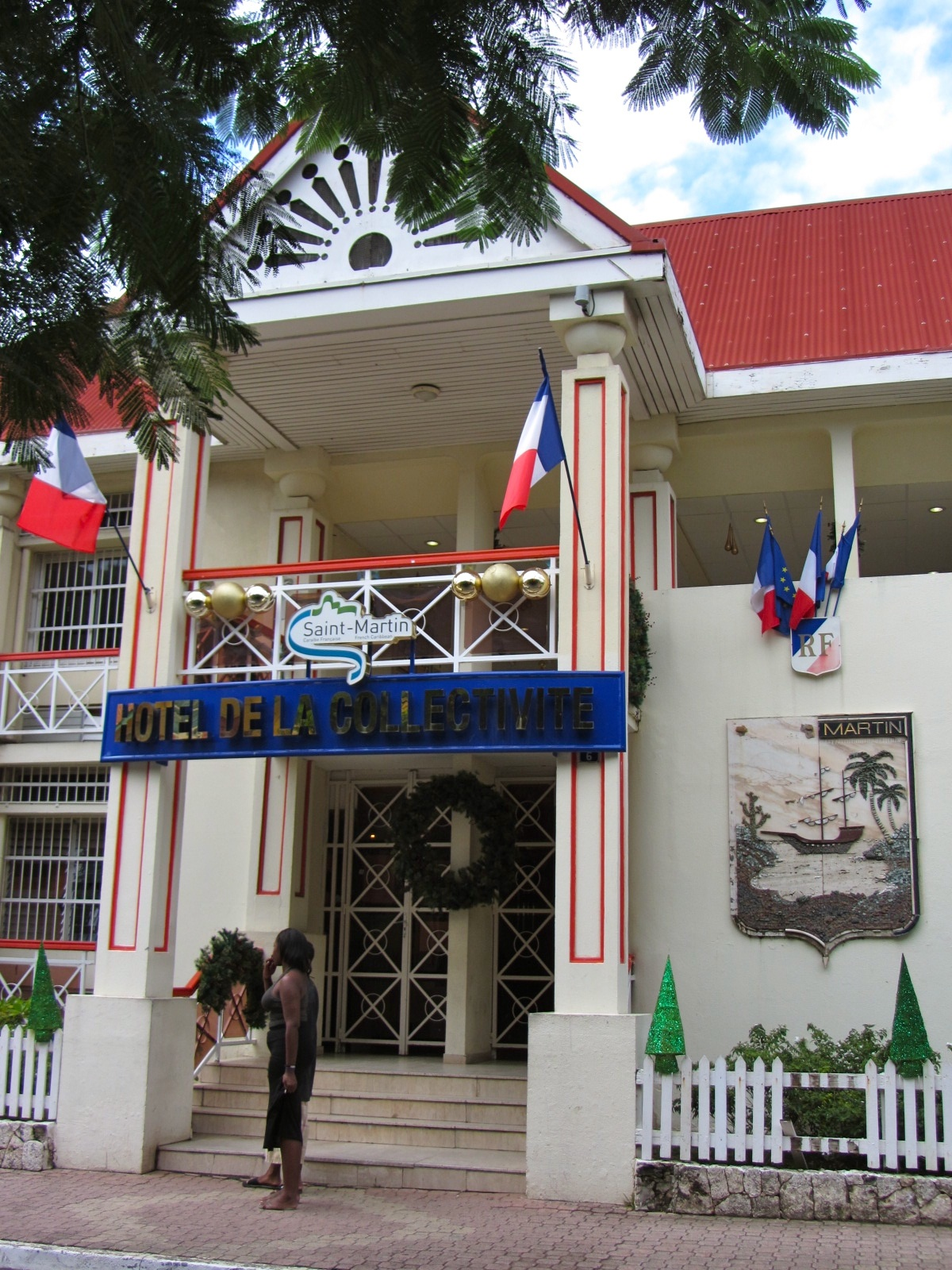
L'Hôtel de la collectivité à Marigot.

### Statut et représentation
Avec l'île de Saint-Barthélemy, Saint-Martin formait le 3e arrondissement de la Guadeloupe (les Îles du Nord), lequel ne possédait pas de chef-lieu. Lors du référendum du 7 décembre 2003, avec un taux de participation de 44,1%, plus des trois quarts des suffrages exprimés (76,17 %) se sont prononcés en faveur de l'évolution statutaire de la commune en collectivité d'outre-mer (COM). La loi organique créant la nouvelle collectivité a été adoptée par le Parlement le 7 février 2007 et est entrée en vigueur le 15 juillet 2007.
Saint-Martin a le statut de région ultrapériphérique et fait donc partie de l'Union européenne. En revanche, sa voisine néerlandaise Saint-Martin (qui s’est détachée de la fédération des Antilles néerlandaises pour devenir un État autonome au sein du Royaume des Pays-Bas depuis le 10 octobre 2010) a opté pour le statut européen de pays et territoires d'outre-mer (PTOM) et ne fait donc pas partie de l'Union.
Administrativement, elle ne comprenait avant la réforme statutaire de 2007 qu'une seule commune, divisée en deux cantons électoraux. Depuis la réforme, la commune et les deux cantons sont 
Le représentant de l'État est le préfet de Saint-Barthélémy et de Saint-Martin, fonction de plein exercice créée par décret le 9 janvier 2025. Il siège à l'Hôtel de préfecture à Saint-Martin. L'hôtel de la collectivité, la préfecture ainsi que la plupart des administrations et services sont localisés dans le chef-lieu Marigot.
Auparavant, le représentant de l'État était le préfet de la Guadeloupe, assisté sur place par le préfet délégué de Saint-Barthélemy et de Saint-Martin (alias des Îles du Nord).
Sénateur de Saint-Martin: Le premier fut Louis-Constant Fleming de 2008 à 2013, suivi par Guillaume Arnell de 2014 à 2020 puis Annick Petrus depuis 2020.
Député de Saint-Martin: à la suite du redécoupage électoral de 2010, les îles Saint-Martin et Saint-Barthélemy, jusqu'alors intégrées à la 4e circonscription de la Guadeloupe, sont représentées collectivement à l'Assemblée nationale par un seul député élu dans la circonscription de Saint-Barthélemy et Saint-Martin. Actuellement, il s'agit de Frantz Gumbs (ancien président de la collectivité de Saint-Martin de 2007 à 2012), élu député lors des élections législatives de 2022,.

### Conseil territorial
La nouvelle collectivité d'outre-mer est composée d'un conseil territorial de 23 membres élus au suffrage universel pour cinq ans, d'un conseil exécutif de sept membres issus du conseil territorial mené par le président de la collectivité et d'un conseil économique social et culturel de 23 membres issus de la société civile. Il existe aussi six conseils de quartier. La COM exerce les compétences communales, départementales, régionales et certaines compétences de l'État qui lui sont transférées.
Le conseil territorial est renouvelé lors des élections territoriales de mars 2022 et Louis Mussington est élu président le 3 avril suivant.

### Fiscalité
La loi organique no 2007-223 du 21 février 2007 a confié à chacune des deux collectivités une compétence fiscale: « Ainsi, les articles LO 6214-3 et LO 6314-3 du code général des collectivités territoriales disposent pour Saint-Barthélemy et Saint-Martin que chacune de ces deux collectivités fixe les règles applicables en matière d’impôts, droits et taxes. Dans ce cadre, Saint-Barthélemy et Saint-Martin ont mis en place des régimes fiscaux distincts de la métropole. Le bénéficiaire des impositions du territoire n’est plus l’État mais la collectivité d’outre-mer elle-même ».

## Équipements et services publics

### Éducation et enseignement supérieur
Voir éducation à Saint-Martin (Antilles française)
Saint-Martin est rattachée à l'Académie de la Guadeloupe administrativement vis-à-vis du ministère de l'Éducation nationale et du ministère de l'Enseignement supérieur et de la Recherche. À la rentrée 2022, la collectivité compte 19 établissements scolaires publics, dont 14 destinés au premier degré et 5 au second degré, soit autant qu’en 2021, mais 2 de moins qu’à la rentrée 2017 (établissements détruits après le passage du cyclone Irma et non reconstruits depuis). Elle ne dispose pas d’établissement privé sous contrat, mais compte toutefois une dizaine établissements privés hors contrat.
| Nombre d'établissements scolaires pour la rentrée 2022 | Nombre d'établissements scolaires pour la rentrée 2022 |
| ------------------------------------------------------ | ------------------------------------------------------ |
|                                                        | Enseignement public                                    |
| 1er degré                                              | 14                                                     |
| Maternelle                                             | 6                                                      |
| Élémentaire                                            | 8                                                      |
| 2nd degré                                              | 5                                                      |
| Collège                                                | 3                                                      |
| Lycée                                                  | 2                                                      |
| Total                                                  | 19                                                     |

Les importants dégâts irrémédiables, occasionnés par le passage de l’ouragan sur le collège Soualiga et de Quartier d'Orléans, ont considérablement perturbé le système éducatif, entraînant des montées en charge dépassant les capacités d’accueil maximales des autres équipements éducatifs de l’île.
Dans le cadre de la reconstruction post-Irma mais également pour mieux répondre aux enjeux environnementaux, les travaux de construction d'un futur collège de 900 places à La Savane ont démarré en avril 2023. Ce futur établissement complètera l’opération de reconstruction du collège Roche-gravée-de-Moho de Quartier d’Orléans de 600 places, vétuste et lui aussi fortement endommagé par l’ouragan en 2017. Les collèges 900, à La Savane, et 600, à Quartier d’Orléans doivent être livrés fin 2025 pour viser une rentrée en septembre 2026,,.
Saint-Martin propose actuellement quelques formations supérieures, uniquement dans les sections de techniciens supérieurs. En 2022-2023, environ 70 étudiants étaient inscrits dans les BTS offerts par les lycées publics Robert Weinum et Daniela Jeffry. Néanmoins, la collectivité fait face à un exode de ses étudiants qui quittent l'île pour poursuivre des études supérieures en raison du nombre limité d'options éducatives locales. Cette situation entraîne une perte de jeunes talents et pose des défis significatifs pour le développement local.
Pour améliorer la situation de l'enseignement supérieur, plusieurs mesures ont été envisagées. En 2024, une antenne de l'Université des Antilles était cours de mise en place pour offrir des cursus de proximité et limiter l'exode des étudiants. L’enjeu principal du projet, dont la montée en puissance s’étalera entre 2023 et 2026, est d’augmenter l’offre locale de formation post-bac en vue d’offrir aux jeunes la possibilité de poursuivre leur cursus sur leur territoire et d’endiguer, dans la mesure du possible, l’exode susmentionné et parfois sans retour vers d’autres destinations universitaires. À cela, s'ajoute la décision de la collectivité d'apporter un soutien financier aux étudiants qui poursuivent leurs études à St Martin. Cette aide vise à couvrir les frais liés à l'achat de matériel informatique, de cartes de bus, et de restauration.
Pour ceux devant quitter l'île, l'Académie de la Guadeloupe délivre aux étudiants saint-martinois des attestations d'inexistence de formations universitaires afin de leur permettre de candidater en France hexagonale, dans un autre DROM-COM, ou dans l'UE/EEE.Ce sésame en main leur permet d'être éligible au dispositif « Passeport pour la Mobilité des Études » (PME) de LADOM. Ce dispositif offre une prise en charge totale ou partielle des frais de transport (aérien et ferroviaire) entre le lieu de résidence et celui des études. Ce dispositif est disponible pour les étudiants résidant habituellement en outre-mer et remplissant certaines conditions d'âge, financières et académiques.

### Santé
Saint-Martin possède un établissement d’hébergement pour personnes âgées dépendantes (EHPAD) et un centre hospitalier général Louis-Constant Fleming, situé à Concordia Spring à Marigot.
Le centre hospitalier Louis Constant Fleming de Saint-Martin possède un service d’accueil des urgences (SAU), accessible en continu, et une Structure mobile d’urgence et de réanimation (SMUR). En 2021, l’établissement compte 92 lits. Le service de maternité est labellisé au niveau 2B1 pour prendre en compte l’isolement et l’éloignement. Cependant, certaines spécialités telles que l’urologie, la cardiopédiatrie ou encore la chirurgie infantile, la neurochirurgie ne sont pas disponibles localement. Les habitants sont donc contraints de quitter l’île afin d’effectuer les soins complexes correspondants. Cependant l’établissement permet, par convention avec les établissements de Guadeloupe, la venue à Saint-Martin de ces spécialistes pour des consultations avancées. Ceux-ci décident ainsi soit la poursuite d’un traitement sur place soit l’hospitalisation dans leurs services en Guadeloupe.
En cas de nécessité, des évacuations sanitaires (EVASAN) sont organisées, par avion privé, depuis Saint-Martin vers la Guadeloupe. Le Centre Hospitalier Louis Constant Fleming y consacre chaque année une somme de 2,5 millions d’euros.
L'on compte également une douzaine de pharmacies et multiples médecins généralistes ou spécialisés. À mi-juin 2022, 23 médecins libéraux, 61 infirmiers diplômés d’État libéral (IDEL), 20 chirurgiens et 36 kinésithérapeutes sont recensés sur l’île de Saint-Martin.
Au sein du territoire, l’EHPAD Bethany Home offre initialement une capacité d’accueil de 40 places. Néanmoins, depuis le passage de l’ouragan Irma au cours duquel le bâtiment a été endommagé, seules 28 places sont disponibles.
La nouvelle clinique Wataki du groupe Manioukani permettra fin 2024 aux Saint-Martinois d’effectuer des soins de suites et de réadaptation (sociale, scolaire ou professionnelle). Elle prendra en charge les affections psycho-traumatiques tout en développant la télémédecine. Elle mettra à disposition 30 lits dans une unité d’hospitalisation complète et 20 lits dans une unité d’hospitalisation de jour. Le projet médical de la clinique Manioukani répond aux besoins de la population de Saint-Martin et des îles environnantes en termes de soins de suite et de réadaptation après une hospitalisation aigüe ou dans le cadre du suivi d’une pathologie chronique. En construction depuis 2022, la clinique devrait ouvrir ses portes au cours du dernier trimestre 2024 et permettra la création d’une centaine d’emplois directs et indirects.

## Population et société

### Démographie
L’évolution démographique de Saint-Martin est étroitement liée aux flux migratoires.
| 1962  | 1967  | 1974  | 1982  | 1990   | 1999   | 2006   | 2011   | 2016   |
| ----- | ----- | ----- | ----- | ------ | ------ | ------ | ------ | ------ |
| 4 001 | 5 061 | 6 191 | 8 072 | 28 518 | 29 078 | 35 263 | 36 286 | 35 746 |

| 2021   | 2022   | - | - | - | - | - | - | - |
| ------ | ------ | - | - | - | - | - | - | - |
| 31 477 | 31 496 | - | - | - | - | - | - | - |

Jusqu'en 1980, la partie française de l'île était peu peuplée et était caractérisée par une forte émigration vers la Guadeloupe, La République dominicaine et les Antilles néerlandaises. La population de la partie française a connu une très forte croissance à la faveur du développement du tourisme consécutif à la loi de défiscalisation DOM-TOM de 1985. Les besoins de main-d’œuvre des secteurs du tourisme et du bâtiment ont déclenché une forte immigration de travail et de peuplement. La population s'est diversifiée en raison des flux migratoires en provenance essentiellement de Haïti dont l’instabilité politique a encouragé les départs, mais aussi de la République dominicaine et d'autres territoires anglophones des Caraïbes. Selon le recensement de la population réalisé par l’Insee en 2020, près d'un tiers des habitants de Saint-Martin aujourd'hui est issu de l’immigration (30,0%).
Sur une période de 8 ans, la population a été multipliée par près de 3,5 passant de 8 000 habitants en 1982 à 28 000 habitants en 1990. Cette croissance étant due pour les deux tiers à l’immigration. Après cette phase d'explosion démographique, la population a stagné entre 1990 et 1999. Il y a eu de nombreux départs, mais le solde des entrées/sorties négatif a été compensé par le solde naturel positif. Selon un recensement de 1999, il y avait près de 29000 résidents.
Entre 1999 et 2006, il y a eu une nouvelle augmentation de 17% de la population. Le solde naturel positif associé au solde des entrées/sorties positifs a permis cette augmentation.
Au recensement de 2012, la partie française compte 35 742 habitants. Ensuite, la population est restée très stable jusqu'en 2016.

En 2017, la population légale s'élève à 35 107 habitants (population municipale au 1er janvier 2014). On estime de 7000 à 8000 le nombre de personnes qui ont quitté Saint-Martin et Saint-Barthélemy dans les jours qui ont suivi Irma,. Depuis de nombreuses personnes sont revenues. Mais les chiffres de recensement publiés en 2024 sur la population en 2021, 31 477 habitants, précisent l'ampleur du déclin de la population provoqué par l'ouragan. Pour la sixième année consécutive, la partie française perd des habitants. En dix ans, la population de Saint-Martin a baissé de 13,2%, elle a perdu 4809 habitants. 2014 est une année charnière : jusqu’à cette date, la population croissait, depuis elle diminue. Sauf en 2018 quand une hausse a été observée (+ 2%), suivie d’une stagnation l’année suivante. Cette décroissance démographique s’est surtout accentuée entre 2019 et 2024 (-12% avec 4269 habitants en moins).

### Langues
La seule et unique langue officielle de la partie française de Saint-Martin est le français. Il est utilisé dans la vie courante par la population dans les administrations, les écoles et les médias locaux et dans la rue. Dans les faits, la population mobilise des répertoires linguistiques d’une grande diversité. À l'instar des autres territoires français des Outre-mer, le monolinguisme en langue française ne concerne qu’une minorité de la population. Plusieurs langues sont parlées au sein de la population en raison de sa diversité culturelle, de l'histoire de la partie française ou à la présence d’immigrés et de descendants d’immigrés.
Bien que l'île de Saint-Martin soit historiquement franco-hollandaise, la langue vernaculaire est un créole à base lexicale anglaise en raison de l'influence historique et géographique de l'anglais dans la région, ainsi que des échanges économiques et migratoires. Dans la partie française comme dans la partie néerlandaise de Saint-Martin, la majorité des insulaires parle une variété d'anglais caraïbéen comme langue maternelle devant les créoles haïtien ou guadeloupéen, l'espagnol et le néerlandais. Il s'agit en somme d'un anglais caractérisé par de nombreux écarts par rapport à l'anglais standard, et ce, sur les plans de la phonétique, de la phonologie, de la morphologie et du vocabulaire ou de la grammaire,.
Ce n'est pas l'anglo-américain, ni le Black English, mais un anglais saint-martinois (en anglais: West Indian English). À Saint-Martin même, cet anglais est parfois qualifié de patois ou d'English Patois, d'anglais-pays ou encore un peu péjorativement de broken English («anglais cassé»).
En réalité, les recherches sociohistoriques et linguistiques universitaires suggèrent qu'il s'agit en fait d'une langue créole anglaise. Il s'agit d'une variété de ce que les linguistes appellent le «créole des îles Vierges», ou «anglais créole des îles Vierges» bien que cette terminologie soit rarement utilisé par les locuteurs eux-mêmes. Ce créole est composé de plusieurs variétés parlées dans les îles Vierges et dans les îles voisines de Saba et Saint-Eustache, où il est connu sous les noms d'anglais de Saba et d'anglais eustachois, respectivement. Ces variétés sont toutes aisément compréhensibles entre elles.
L'idée qu'il existerait un unique créole à base lexicale française propre à Saint-Martin est erronée. Dans les faits, plusieurs créoles à base lexicale française coexistent et sont utilisés dans la vie quotidienne par différentes communautés au sein de la population locale, surtout dans les interactions informelles et familiales.
Les créoles parlés à Saint-Martin incluent principalement ceux d'Haïti, de la Guadeloupe et dans une moindre mesure ceux de la Martinique de la Dominique et de Sainte-Lucie. Ces créoles partagent une base lexicale française commune et sont largement intelligibles entre eux. Cela s'explique par leur développement similaire durant la période coloniale française, où des esclaves africains ont adopté et adapté la langue française introduite par les colons.
Historiquement, Saint-Martin était une commune de la Guadeloupe jusqu'en 2007. Cette relation a façonné les pratiques linguistiques des locuteurs créolophones, rendant leur créole très proche du créole guadeloupéen. Une partie importante de la population dans l'administration ou l'enseignement venait de la Guadeloupe, apportant avec elle ses pratiques linguistiques et influençant ainsi le paysage créolophone local.
Depuis les années 1980, le créole haïtien domine le paysage créolophone de Saint-Martin en raison de l'importante immigration haïtienne. Cette influence se manifeste dans le vocabulaire, la phonologie et certaines structures grammaticales, enrichissant les pratiques linguistiques des locuteurs créolophones et les rendant plus diversifiées. Le créole haïtien a progressivement pris le dessus sur le créole guadeloupéen, qui dominait auparavant.
Les créoles martiniquais, dominiquais et sainte-lucien sont également présents, mais de manière plus marginale. Leur influence sur le paysage linguistique créolophone de Saint-Martin est moindre comparée à celle des créoles guadeloupéen et haïtien.
À Saint-Martin, l'espagnol est l'une des langues parlées en raison de l'immigration provenant de pays hispanophones. Une partie importante des locuteurs espagnols à Saint-Martin provient d'immigrants d'Amérique latine. La République dominicaine, en particulier, en raison de sa proximité géographique, mais également de Cuba, et d'autres pays hispanophones de la région.
Les hispanophones à Saint-Martin forment une communauté bien intégrée qui maintient ses traditions linguistiques et culturelles tout en s'intégrant dans la vie locale. L'espagnol est couramment utilisé dans les interactions quotidiennes, dans les commerces et au sein des foyers hispanophones.
L'espagnol est également présent dans certains médias locaux et peut être enseigné comme langue étrangère dans les établissements scolaires, bien que le français et l'anglais restent les langues principales du système éducatif.

### Cultes

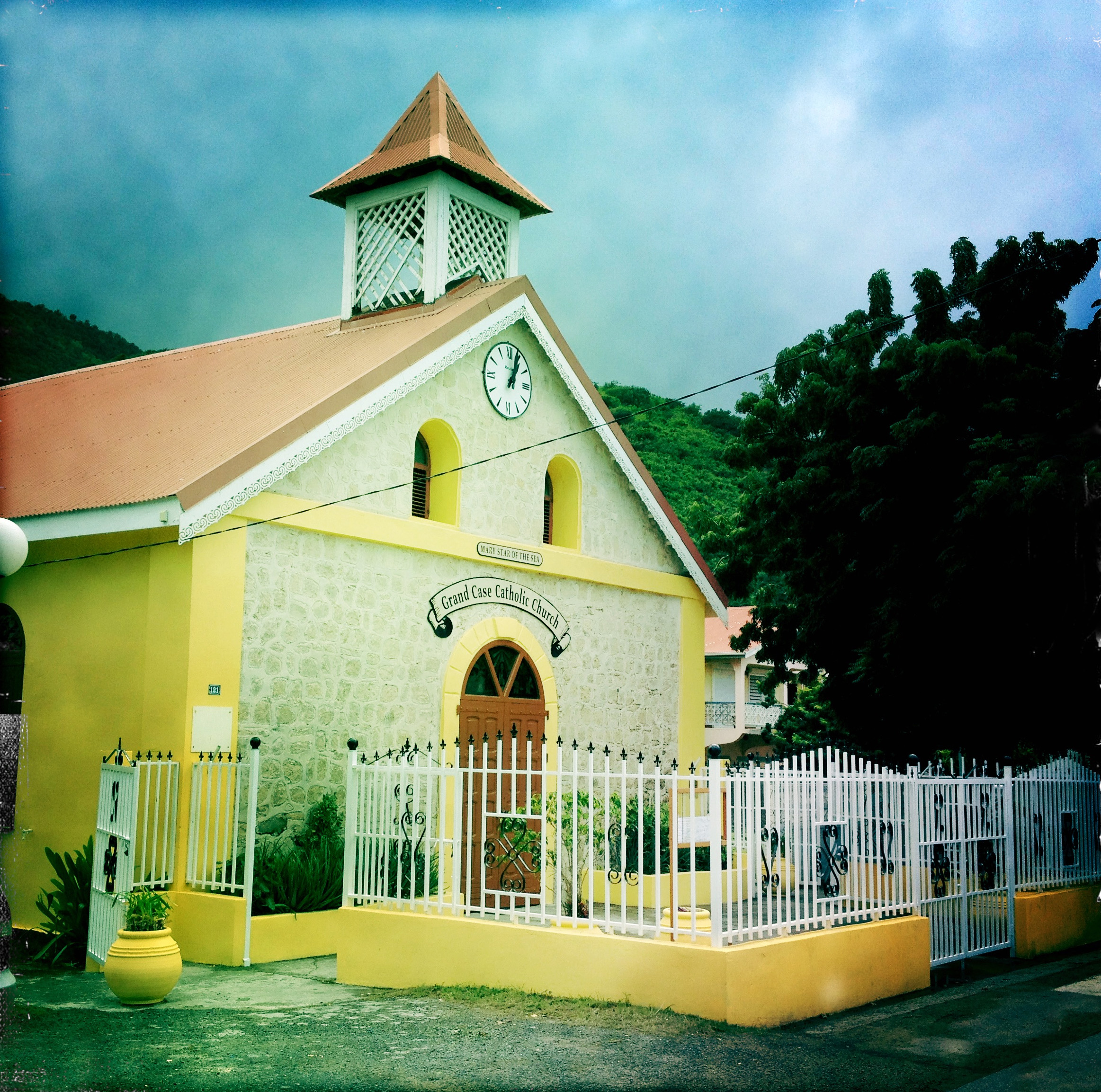
Eglise catholique de Grand-Case.

Saint-Martin est une île multiculturelle avec un paysage religieux diversifié, influencé par son histoire, l'immigration et les échanges culturels. La majorité de la population de Saint-Martin se considère comme croyante, avec un fort ancrage dans le christianisme, bien que des données précises sur la proportion exacte de croyants ne soient pas spécifiées dans les sources récentes.
Le protestantisme dans toute sa diversité constitue le premier groupe religieux. Il inclut diverses dénominations telles que les églises pentecôtistes, méthodistes, évangéliques, adventistes du septième jour et baptistes. Ensemble, les protestants forment une partie importante de la communauté chrétienne.
Le catholicisme romain constitue le second grand groupe religieux de l'île. Le territoire français de Saint-Martin fait partie du diocèse de Basse-Terre rattaché à l'Église catholique de France. Le diocèse regroupe les territoires de Guadeloupe, Saint-Barthélemy et Saint-Martin. Une soixantaine de prêtres sont en activité dans le diocèse,, et desservent plusieurs églises, dont l'église Saint-Martin-de-Tours de Marigot. Le siège épiscopal est à Basse-Terre, ville de Guadeloupe, dans la cathédrale Notre-Dame-de-Guadeloupe.
Actifs sur l'île avec deux salles du royaume, les témoins de Jéhovah organisent des réunions en anglais, français, créole haïtien et néerlandais.
L'hindouisme est pratiqué par une petite partie de la population, principalement en raison de l'immigration en provenance de l'Asie du Sud. Les pratiques hindoues sont maintenues à travers des rituels domestiques et des rassemblements communautaires.
Une petite communauté musulmane suit diverses branches de l'islam, y compris les traditions sunnites et chiites.
Le rastafarisme possède une petite communauté d'adeptes qui pratiquent leur religion librement et mettent souvent l'accent sur une vie naturelle, en suivant des rôles de genre patriarcaux, en portant des dreadlocks et en suivant un régime alimentaire unique appelé Ital, qui favorise la pureté et la santé naturelle.
Les diverses communautés religieuses sont bien représentées et les lieux de culte sont nombreux, reflétant la diversité culturelle et ethnique de l'île. La religion joue un rôle important dans la vie quotidienne des habitants de Saint-Martin. Les pratiques religieuses influencent les aspects sociaux et culturels, comme les fêtes, les coutumes et les interactions communautaires.

### Médias
Presse écrite
- Le Unity Ya Magazine (Saint Martin Presse Prévention): association qui lutte contre la délinquance avec comme outils les mots et les images
- Le Pélican: journal quotidien d’information
- St. Martin's Week: journal d’information gratuit tri-hebdomadaire
- The Daily Herald: journal quotidien d’information en anglais
- Faxinfo: Infolettre (deux pages quotidiennes d’information, quatre pages le vendredi).
- SXMINFO: Journal en ligne depuis juin 2010 - En français et certains articles en anglais - Présent sur facebook, Twitter et lettre d'information quotidienne
- Soualiga Post: journal d'actualité de Saint-Martin et Sint-Maarten, et qui propose une lettre d'information en version française ou anglaise
- Le 97150: Votre journal bi-hebdo de l'info à St Martin - Your twice weekly herald in St Martin.sur format papier, communique l'information locale mais aussi globale.

Internet
- sxminfo.fr: site d'information de Saint-Martin

Radios
- Guadeloupe 1re: radio généraliste publique de proximité
- Radio Transat: radio musicale pop-rock diffusée en FM sur 105,9 MHz
- Radio Calypso: radio diffusée en FM sur 102,1 MHz
- Youth Radio: radio diffusée en FM sur 92,5 MHz
- RDI FM: radio diffusée en FM sur 89,9 MHz.
- Radio SOS: radio diffusée en FM sur 95,9 MHz

Télévision
- Guadeloupe 1re: chaîne de télévision généraliste publique de proximité
- IO TV: chaîne de télévision privée de proximité
- Carib’inTV: chaîne de télévision privée généraliste et trilingue commune à Saint-Martin et Saint-Barthélemy
- France 2, France 3, France 4, France 5
- France Ô
- France 24
- Arte

## Économie
Historiquement, l'économie de Saint-Martin reposait principalement sur l'agriculture vivrière et l'exploitation des salines jusqu'aux années 1950. L'île a connu plusieurs cycles économiques: le tabac (1630-1674), l'indigo (1680-1700), le coton (fin du XVIIe siècle aux années 1820), le sucre (XVIIIe siècle au début du XXe siècle), et enfin le sel (fin XIXe aux années 1960) jusqu'à la fermeture de la dernière saline à Grand-Case en 1961. Ces activités traditionnelles ont graduellement laissé place à d'autres formes d'économie, notamment avec le développement du tourisme qui a commencé à prendre de l'importance au milieu du 20ème siècle.
Aujourd'hui, l'économie de Saint-Martin s'est diversifiée vers les services, en particulier le tourisme, le commerce et les services financiers régionaux. Elle est marquée par un grand nombre de petites et moyennes entreprises et un secteur informel notable . Malgré les défis posés par des catastrophes naturelles dans son histoire récente, l'économie montre des signes de résilience et d'adaptation .
L'économie de la partie française de Saint-Martin est façonnée par sa configuration géographique unique, se distinguant nettement du sud néerlandais. En effet, Sint Maarten, état autonome du royaume des Pays-Bas, est classée comme Pays et Territoire d'Outre-Mer (PTOM), ce qui lui confère un statut différent vis-à-vis de l'UE. Elle bénéficie d'une certaine autonomie réglementaire et fiscale qui lui permet d'adopter des politiques économiques propices à un environnement économique plus commercial et compétitif.
En revanche, la collectivité territoriale de Saint-Martin, en tant que Région Ultrapériphérique (RUP) de l'UE, reçoit un soutien financier substantiel de l'Union européenne, ce qui favorise son développement économique et social. Cependant, cette intégration implique également l'application directe des politiques économiques et du droit européen, qui peuvent parfois représenter des contraintes réglementaires et économiques. Ces règles strictes, tout en garantissant des normes élevées, peuvent limiter certaines formes de flexibilité économique ou d'innovation locale.
Cette dualité territoriale engendre des dynamiques économiques divergentes, des déséquilibres influant sur le développement, les opportunités, les flux de travail et les investissements entre les deux parties de l'île.

### Performance économique et PIB
En 2019, le PIB de Saint-Martin s'élevait à 582,6 millions d'euros, marquant une augmentation significative après le choc économique majeur que le territoire a d'abord subi après l'impact dévastateur de l'ouragan Irma en 2017. Ce dernier a entraîné une réduction drastique du PIB de 8% en 2017 et 8% supplémentaires en 2018. Cette période difficile a été suivie d'un rebond impressionnant en 2019 avec une croissance de 19,7%, illustrant la résilience et les efforts de reconstruction de l'île. Cependant, la crise sanitaire de la COVID-19 a de nouveau plongé l'économie en 2020, provoquant une baisse de 12,5 %. En 2021, la croissance a repris avec une augmentation de 4,9%, mais cela n'a pas suffi à compenser pleinement les pertes subies au cours des années précédentes,.
| Année | PIB (en millions d'euros) | Variation annuelle (%) |
| ----- | ------------------------- | ---------------------- |
| 2014  | 586.6                     | -                      |
| 2015  | 578.4                     | -1.40                  |
| 2016  | 575.0                     | -0.59                  |
| 2017  | 529.0                     | -8.00                  |
| 2018  | 486.7                     | -8.00                  |
| 2019  | 582.6                     | +19.70                 |
| 2020  | 509.5                     | -12.55                 |
| 2021  | 534.3                     | +4.87                  |

En 2019, le PIB par habitant s’élève à 17 800 €, en hausse de 1,6% en moyenne par an depuis 2014. Il est nettement inférieur à celui de la Guadeloupe (-41%), de la Martinique (-42%) et de Sint-Marteen (-34%) mais reste supérieur à celui de la Guyane (+15%) et nettement plus élevé que celui de Mayotte (+45%). Dans la zone Caraïbe, Saint-Martin se classe dans le top 10 des PIB par habitant les plus élevés.

### Tourisme
Le tourisme est le pilier de l'économie de Saint-Martin, représentant une part significative du PIB et de l'emploi (26,1% en 2020). L'île en port franc compte de nombreuses boutiques en duty free dont certaines de grand luxe (habillement, bijoux, caméras, cigares, alcools, meubles…). Il y a beaucoup de restaurants de gastronomie française, cuisine caribéenne ou cuisine internationale. Grand-Case, village de la côte nord-ouest composé de pittoresques maisons en bois cernées d'hibiscus, offre des restaurants en bordure de plage qui lui valent d'être souvent désignée dans les guides touristiques comme la «capitale gourmande de la Caraïbe».
Les infrastructures touristiques, y compris les hôtels et les ports de plaisance, ont été sévèrement touchées par l'ouragan Irma, mais des efforts de reconstruction ont permis une reprise progressive. Le nombre de chambres d’hôtel, qui avait chuté après l’ouragan, montre des signes de reprise avec une offre stabilisée autour de 1 600 chambres.
En 2022, le secteur a connu une reprise spectaculaire avec une augmentation de 145% de la fréquentation touristique par rapport à l'année précédente. Cette reprise est toutefois limitée par l'insuffisance de structures d'accueil de qualité, certaines portant encore les stigmates de l'ouragan Irma.

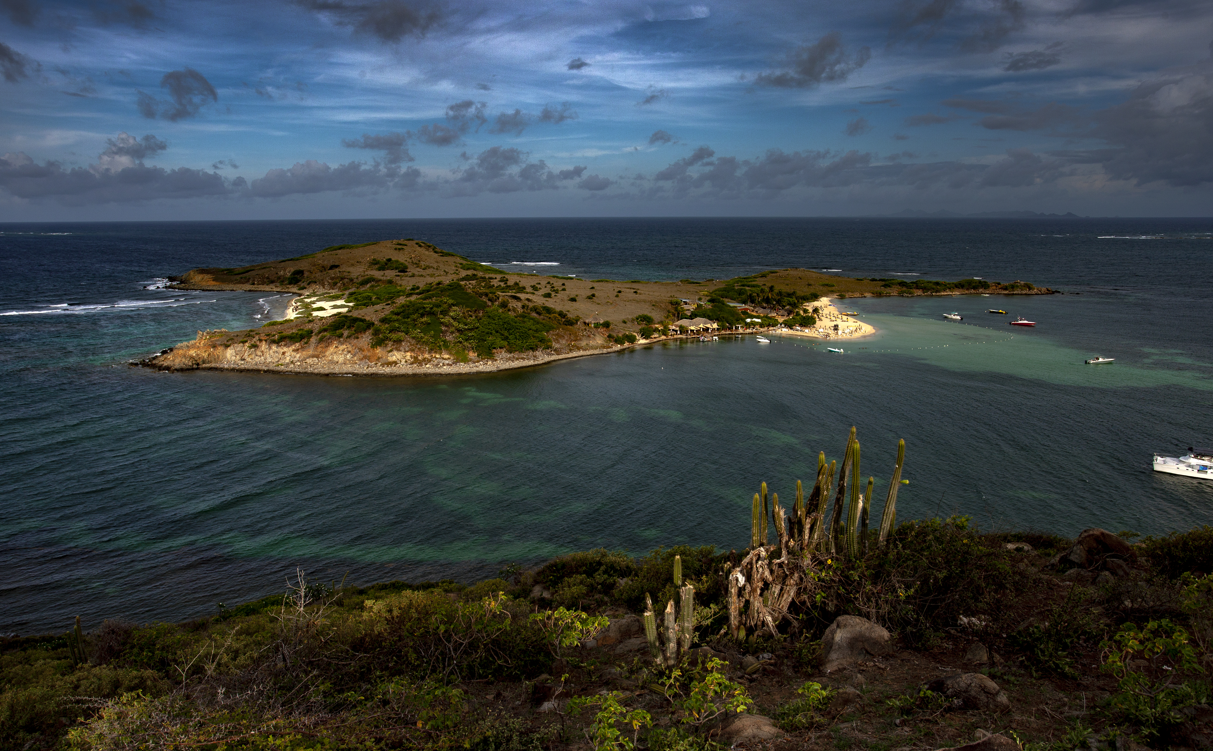
Îlet Pinel à Saint-Martin.
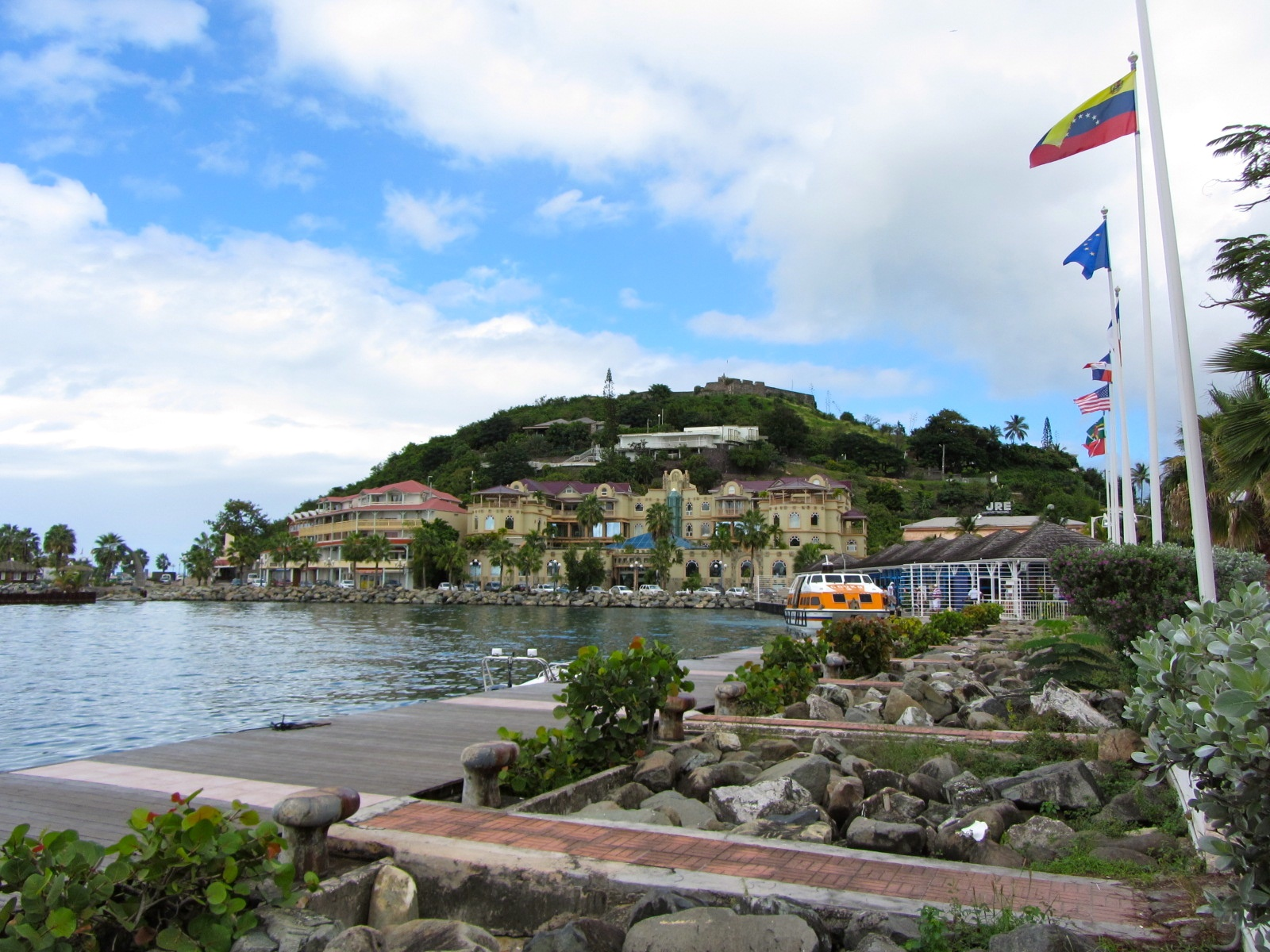
Le littoral de la baie de Marigot, avec, en arrière-plan, le centre commercial du West Indies Mall et le Fort-Louis.
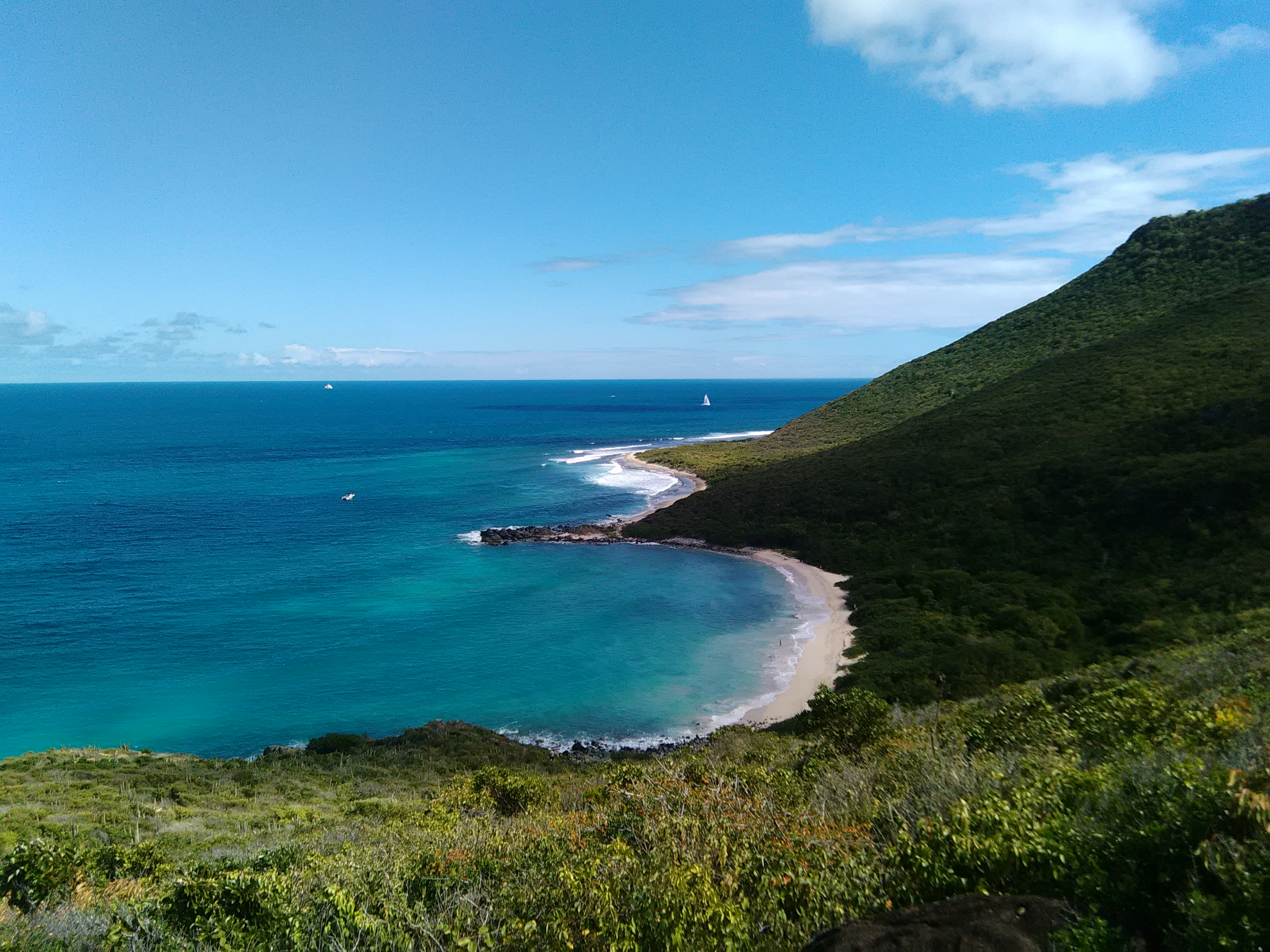
Zone est de Saint-Martin face atlantique.

#### Commerce et Services
Le commerce, notamment les ventes hors taxes, et les services sont des éléments clés de l'économie. Les principales zones commerciales sont Marigot sur la partie française et Philipsburg sur la partie néerlandaise. Les services financiers jouent également un rôle crucial en soutenant les activités économiques locales.
Répartition de l'emploi par secteur (2020)
- Tourisme (26,1 %)
- Commerce (20,7 %)
- Services non-marchands (33,9 %)
- Construction (6,6 %)
- Industrie (4 %)
- Agriculture et pêche (0,2 %)
- Autres services (8,5 %)

#### Pêche et Agriculture
La pêche et l'agriculture sont des secteurs marginaux à Saint-Martin. La pêche locale fournit du poisson frais aux marchés et restaurants de l'île, mais l'agriculture est limitée en raison des conditions géographiques et climatiques.

#### Secteur de la Construction
Le secteur de la construction a été fortement affecté par l'ouragan Irma, mais les projets de reconstruction ont stimulé une reprise progressive. La promotion immobilière, soutenue par les financements bancaires locaux, contribue désormais à la dynamique du secteur.

#### Marché de l'Emploi
Le taux de chômage à Saint-Martin reste élevé, représentant plus d'un tiers de la population active en 2022. Le nombre de demandeurs d'emplois a cependant légèrement baissé de 1,5% en 2022. La crise sanitaire a exacerbé les défis du marché du travail, avec une augmentation significative du nombre de demandeurs d'emploi.

## Culture locale et patrimoine
Le foyer socio-éducatif du lycée des îles du nord est un organe culturel très développé sur l'île, malgré de nombreuses difficultés. Il propose des événements culturels chaque année (danse, musique, théâtre) sous l'égide d'Evelyne Fleming.
- Culture of the Caribbean (en)
- Caribbean art (en)

### Carnaval
En février, un carnaval est organisé à Marigot. Pendant trois mois, de janvier à avril, sont organisés à Grand Case les mardis de Grand Case: marché nocturne avec orchestres de la Caraïbe.

### Musique
On peut trouver sur l'île toutes sortes de musiques allant du hip-hop à la salsa. Le steel drum est assez implanté dans la culture ; trois groupes cohabitent sur l'île mais le plus connu est celui de « L'association Gunslingers de Grand-Case » fondé par Victor Benjamin[réf. nécessaire].

### Monuments et sites
- Le monument frontalier de commémoration (1964) des accords de Concordia (1648) (à Bellevue).
- Le Fort Louis (à Marigot): construit en 1750 sur une hauteur, il offre des vues imprenables sur la baie de Marigot.
- L'église Saint-Martin-de-Tours, construite en 1941.
- Le musée Sur la trace des Arawaks, à Marigot dans l'ancienne prison (construite en 1789), retrace cinq mille ans d'histoire insulaire, de l'époque des populations précéramiques jusqu'aux années 1930 (actuellement fermée au public).
- Les ruines des anciennes habitations-sucreries: Spring (Concordia), La Colombe (Concordia), la plantation Saint Jean (Bellevue), Anse des Pères (Friar's Bay), etc. permettent de contempler à quoi ressemblait une plantation au XVIIIe siècle.
- L'habitation-sucrerie de la Plantation Mont Vernon bâtie en 1786, ce site comprenant une ancienne résidence sucrière a été détruit par l’ ouragan Irma le 6 septembre 2017.
- Le musée du rhum (route de Quartier-d'Orléans) (actuellement fermée au public).
- Le musée du café et des traditions (à Chevrise).
- Le pont de Durat (1789), à Hameau du Pont.
- Le four à pain de la préfecture.
- Le tribunal (1932) rue de la Liberté. Architecte: Ali GeorgesTur.
- La machine à broyer le sel à Grand-Case.

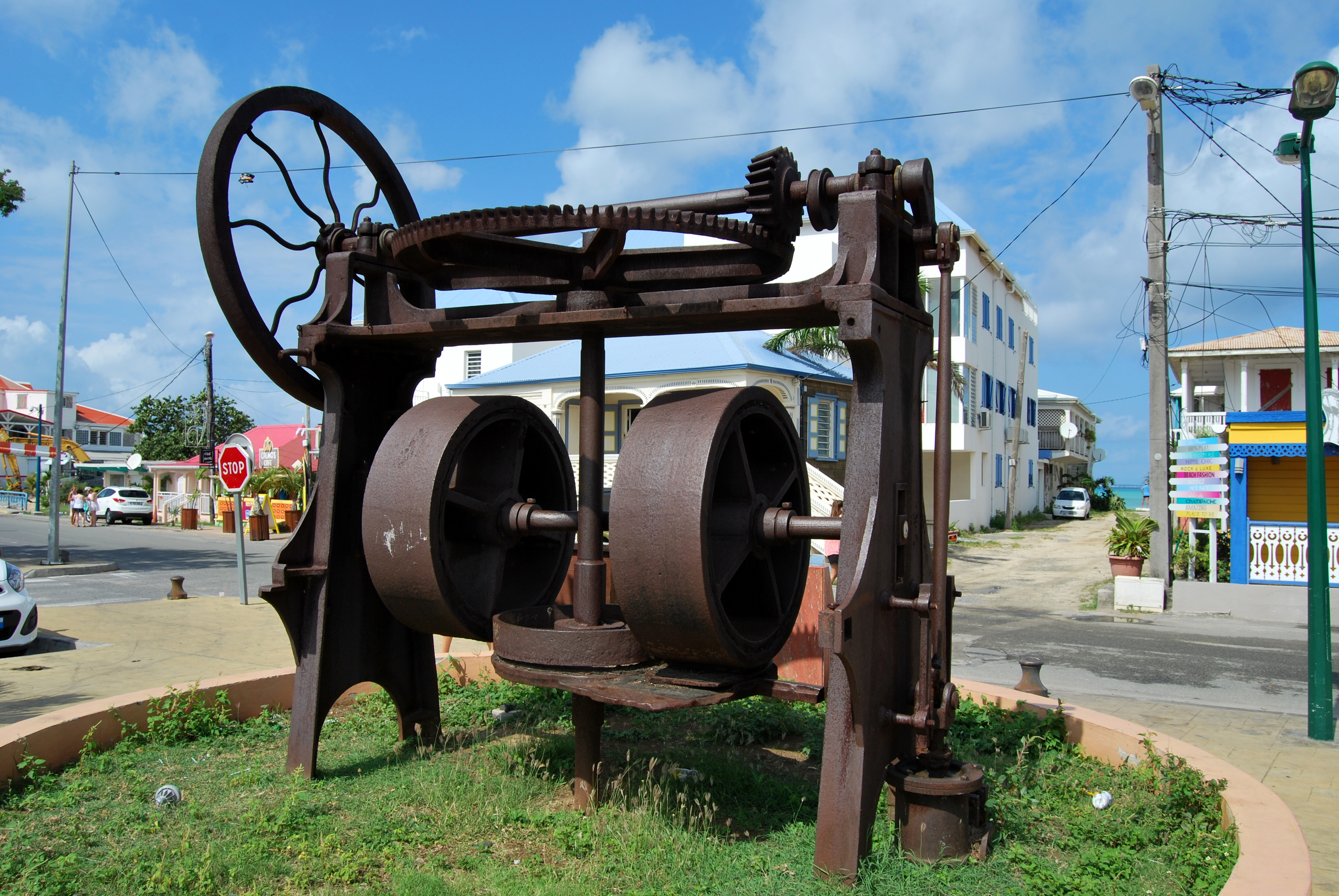
Moulin à sel.

Dès le XVIIe siècle, les étangs de Saint-Martin furent exploités pour la récolte du sel. La saline de Grand-Case était la plus grande de la partie française et sa production était exportée en France, dans la Caraïbe, au Canada et aux États-Unis. C'est au milieu du XIXe siècle que l'exploitation industrielle du sel commença par Auguste-François Perrinon célèbre abolitionniste. Le sel était broyé à l'aide d'un moulin fonctionnant avec une chaudière à vapeur, aujourd'hui disparue. Côté français, la dernière récolte du sel eut lieu en 1961.
- La roche gravée précolombienne de Moho à Quartier-d'Orléans.
- La ferme des papillons (route du Galion).
- Le double point de vue au sommet du Pic Paradis.
- La caverne marine effondrée: Devil's hole ou «Trou du Diable» (accès par chemin à Baie Rouge).
- Sur la côte nord, près de la Pointe des Froussards, des cactus dits «coussins de belle-mère» ou tête-à-l'anglais, sont le fleuron d'une réserve naturelle terrestre et maritime qui compte 3 000 hectares.
- Le site archéologique de Hope-Estate donne la possibilité de fouler les restes d'un ancien village Arawak.

### Jumelage
- Bry-sur-Marne depuis 2016.

### Logotypes
Logo depuis 2009
Le logo de la collectivité de Saint-Martin adopté en 2009 comporte plusieurs éléments symboliques représentant l'identité et les caractéristiques de l'île. Ce logo intègre un ruban bleu formant la lettre stylisée "S" et un ruban vert formant un "M", symbolisant respectivement Saint et Martin. Ces éléments sont placés sous le nom "Saint-Martin" accompagné des mentions "Caraïbe Française" et "French Caribbean", soulignant l'appartenance de l'île à la région des Caraïbes tout en étant une collectivité française.
Emblème depuis 2010

Emblème officiel de la COM de Saint-Martin.

L'emblème de la collectivité d'outre-mer de Saint-Martin, partie française de l'île Saint-Martin représente un pélican en plein vol avec la carte de Saint-Martin sur son œil et l'Obélisque de la frontière sur son aile, ainsi qu'un symbole de paix ; survolant la mer et la plage, il est accompagné de papillons et tient dans ses pattes des fleurs d'hibiscus et de flamboyant. Collines à l'horizon, et, tout en bas, un muret en pierre sèche appelé « mur des esclaves ».
Cet emblème en forme d'écu a été réalisé par Claudio Arnell, professeur d’art plastique, à la suite d'un concours organisé par la collectivité en 2010 dont le thème était "L’avenir inspiré par notre héritage". Les 50 candidats devaient s’inspirer du passé et se projeter dans l’avenir. Il a été sélectionné par un jury présidé par Guillaume Arnell et validé par le conseil territorial le 26 octobre 2010.
La version lauréate de cet emblème a été retravaillée pour obtenir une version officielle qui n'est pas une armoirie héraldique mais reste un logo. Cette finalisation a permis d'adapter le design gagnant aux besoins visuels et représentatifs de la collectivité tout en conservant les éléments clés choisis pour symboliser l'identité et l'héritage de Saint-Martin.
Logo 2018-2021: Reconstruction post-Irma
Le logo de la collectivité de Saint-Martin, mis à jour après le passage dévastateur de l'ouragan Irma, incarne un renouveau symbolique pour l'île. Inspiré par le plan de relance intitulé "Phoenix", évoqué par le président Daniel Gibbs, ce nouveau design reflète la résilience et l'espoir de reconstruction. Le logo représente un phénix, cet oiseau légendaire connu pour sa capacité à renaître de ses cendres, survolant l'île de Saint-Martin, qui est stylisée dans un cœur.
Ce changement d'identité visuelle, intégrant les couleurs orange et vert - représentatives du parti politique de Gibbs, l'Union pour la démocratie - marque un tournant dans la communication de la collectivité, soulignant son engagement envers la renaissance et la restauration de l'île. Ce logo temporaire, destiné à être utilisé durant la période de reconstruction, symbolise l'optimisme et la solidarité face aux défis, renforçant ainsi le message que "Saint-Martin renaîtra du chaos".